# Prima Divisione 1924-1925
La Prima Divisione 1924-1925 è stata la 25ª edizione della massima serie del campionato italiano di calcio, disputata tra il 5 ottobre 1924 e il 23 agosto 1925 e conclusa con la vittoria del Bologna, al suo primo titolo.
Capocannoniere del torneo è stato Mario Magnozzi (Livorno) con 19 reti.

## Stagione

### Formula
Il campionato della Lega Nord era strutturato su due gironi interregionali, uno da 12 e uno da 13 squadre, quest'ultimo in sovrannumero per il ripescaggio dalla Seconda Divisione del Mantova, avvenuto a titolo risarcitorio dopo la confessione dell'arbitro che aveva diretto i virgiliani nella decisiva ultima giornata del torneo del 1922-1923: il fischietto ammise di essersi fatto corrompere per permettere la salvezza della Virtus Bologna a discapito dei mantovani. Le prime classificate accedono alla finale, mentre le ultime e le penultime del gruppo B vengono retrocesse; inoltre le undicesime classificate avrebbero dovuto disputare spareggi interdivisionali contro la terza e la quarta classificata del girone finale di Seconda Divisione, ma poi tali sfide non si svolsero per rinuncia dei club cadetti. Le due finaliste si sfidano in andata e ritorno, e la vincitrice ratifica il titolo in una finalissima contro il campione della Lega Sud, anch'essa a doppio turno.
Il torneo meridionale si organizzava in prima istanza sui campionati regionali di Lazio, Campania, Puglia e Sicilia (a partire da questa stagione gestiti direttamente dalla Lega Sud e non più dai Comitati Regionali). Alla fase nazionale accedevano i campioni regionali, le seconde classificate dei tornei laziale, campano e pugliese, e l'Anconitana, unica iscritta nelle Marche; per quanto riguarda le retrocessioni, onde ridurre i quadri (premessa fondamentale per l'eventuale adozione del sistema interregionale, con conseguente abolizione delle eliminatorie regionali, a partire dalla stagione 1925-1926), fu stabilito che le squadre classificate oltre il quarto posto sarebbero retrocesse direttamente, mentre la quarta avrebbe dovuto disputare uno spareggio di qualificazione con il corrispettivo campione regionale di Seconda Divisione, accelerando il tutto tramite un immediato blocco dei ripescaggi. Le semifinali della Lega Sud erano dunque strutturate su due gironi da quattro squadre, le cui vincitrici si affrontavano in finale per il titolo meridionale.

### Avvenimenti

#### Lega Nord

##### La fase a gironi

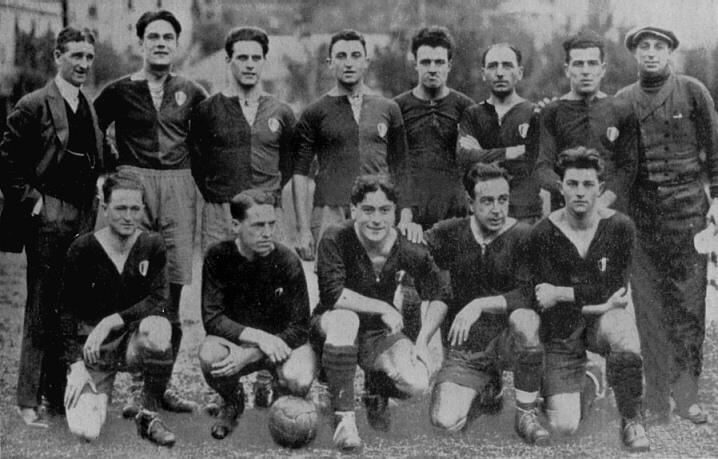
I giocatori del Genoa, campioni uscenti, sono stati i primi a potersi fregiare sulle maglie di un nuovo distintivo appena creato: lo scudetto tricolore.

Il cammino del Genoa, campione uscente con lo scudetto sul petto, fu altalenante a causa dell'alta età media dei calciatori e di un mediocre rendimento in trasferta (cinque sconfitte su undici). Ad approfittarne fu il Modena, che comandò per lunghi tratti il girone A: a due turni dal termine gli emiliani sopravanzavano di due punti il Casale e di quattro il Genoa; il "Grifone", però, aveva due partite da recuperare. Due vittorie avrebbero, pertanto, garantito ai gialloblù la vittoria del girone oppure lo spareggio con i rossoblù per il primo posto in caso di pari merito; le speranze di successo dei nerostellati, al contrario, erano più ridotte. Alla penultima giornata, tuttavia, gli emiliani crollarono in trasferta contro il Brescia lottante per non retrocedere, e i genovesi, i quali beneficiarono anche del rinvio dell'ultimo incontro, li scavalcarono in graduatoria per un solo punto, agguantando in extremis la qualificazione alla finale di Lega, grazie a due successi e un pari nei tre match di recupero contro squadre che non avevano più nulla da chiedere al campionato (sebbene, riportano le cronache, esse si batterono con impegno); il Casale, invece, dovette accontentarsi della terza piazza.
Secondo i modenesi, le motivazioni che concessero al Genoa di poter posticipare le tre partite sarebbero state molto discutibili. La sfida contro il Pisa del 29 marzo fu rinviata per decisione dell'arbitro Trezzi, motivata dall'impraticabilità del terreno dovuta alla pioggia torrenziale caduta durante la mattinata, anche se le due squadre (che in quel momento erano appaiate in vetta a 23 punti) disputarono comunque per il pubblico pagante un incontro amichevole; la contesa del 5 aprile contro il Torino fu rimandata per dispensa della Lega Nord perché il Genoa potesse giocare in amichevole contro il Nacional di Montevideo; la gara del 26 aprile (ultima giornata) contro lo Spezia fu spostata per ragioni di ordine pubblico con ordinanza prefettizia, per la supposta presenza sugli spalti del Picco di alcuni sostenitori del Modena venuti a controllare la regolarità della partita, con il conseguente pericolo di incidenti.
Nell'altro raggruppamento i protagonisti furono gli emiliani del Bologna e le due squadre che rappresentavano il passato e il futuro del calcio piemontese, ovvero la Pro Vercelli e la Juventus, con quest'ultima assetata di rivincite dopo essersi vista compromessa la stagione precedente per colpa del caso Rosetta. In particolare il duello fra rossoblù e bianconeri fu molto appassionante, con sorpassi reciproci in vetta alla classifica. La Juventus sembrò portarsi in vantaggio battendo i rivali a Torino, ma fu ripresa alla fine dell'andata e poi ancora scavalcata quando gli emiliani si vendicarono a Bologna. Infine, i bianconeri fallirono l'ultima occasione per il controsorpasso quando, a cinque giornate dal termine, non seppero approfittare della sconfitta rimediata dai bolognesi ad Alessandria, andando a perdere contro i terzi incomodi vercellesi. Per quanto riguarda i bianchi leoni, essi ebbero un rendimento casalingo eccellente (12 vittorie su 12), ma chiusero al secondo posto a pari merito con gli juventini e staccati di due punti dai felsinei a causa dei troppi passi falsi in trasferta.
Nel frattempo, nella zona retrocessione del gruppo A finì lo Spezia, che non riuscì a ripetere le rocambolesche salvezze dei tre anni passati, mentre in quello B la discesa nella serie inferiore toccò alla piccola formazione piemontese del Derthona e alla SPAL, quest'ultima condannata da uno spareggio estivo perso contro il Mantova. Le undicesime classificate di entrambi i raggruppamenti, rispettivamente Legnano e Mantova, avrebbero inoltre dovuto disputare degli spareggi interdivisionali contro la terza e la quarta classificata del girone finale di Seconda Divisione, Novese e Como, ma le partite non si disputarono a causa della rinuncia delle due squadre cadette.

##### Le controverse "cinque finali"

Bologna-Genoa 1-2, 24 maggio 1925, stadio Sterlino, finale Lega Nord.

Genoa e Bologna si ritrovarono avversarie per la finale di Lega Nord a distanza di un anno, quando erano stati i liguri a trionfare al termine di doppio confronto funestato da invasioni di campo, risse che coinvolsero sia spettatori che calciatori e controversie arbitrali. Le due formazioni rossoblù si affrontarono per la sfida d'andata allo Sterlino di Bologna, il 24 maggio 1925: il Genoa prevalse grazie ai gol dell'ex Cesare Alberti e di Edoardo Catto nel secondo tempo; Angelo Schiavio insaccò la rete della bandiera per i petroniani. Il 31 maggio, però, a Marassi fu il Bologna a portarsi in vantaggio nella prima frazione con un gol di Giuseppe Muzzioli su assist di Schiavio; nella successiva metà di gioco Emilio Santamaria realizzò il pareggio, ma il Genoa, anziché amministrare il risultato, continuò a gettarsi all'attacco per cercare la vittoria, e così facendo si scoprì e subì la rete della sconfitta da Giuseppe Della Valle a sette minuti dallo scadere. Dopo la partita si verificarono problemi di ordine pubblico e un tentativo di aggressione da parte della tifoseria genoana verso il direttore di gara Achille Gama.
Fu quindi necessario uno spareggio, fissato il 7 giugno a Milano. Poiché l'enorme folla di sostenitori accorsa presso l'impianto di Viale Lombardia del Milan finì per accalcarsi ai margini del campo, l'arbitro Giovanni Mauro comunicò al presidente di Lega Enrico Olivetti di non reputare regolari le condizioni di gioco, e solo l'insistenza di quest'ultimo lo persuase a dare il via alla sfida. Il Genoa si portò in doppio vantaggio con Daniele Moruzzi e Alberti e gli entusiasti tifosi liguri invasero più volte il terreno; ciò nonostante, la partita continuò senza incidenti fino al sedicesimo della ripresa, quando una conclusione del bolognese Muzzioli entrò nello specchio difeso da Giovanni De Prà in maniera apparentemente anomala: l'arbitro, infatti, non diede il gol al Bologna, bensì un corner, ritenendo che il portiere genoano avesse in realtà deviato il tiro fuori dal rettangolo di gara.

Genoa-Bologna 2-2, 7 giugno 1925: l'entrata in campo dei genoani in occasione del primo spareggio della finale di Lega Nord.

Le cronache giornalistiche si divisero in merito all'effettiva dinamica dell'evento: alcune perorarono la legittimità del gol, altre ritennero che gli spettatori accalcati ai lati del terreno avessero inficiato la regolarità dell'azione. Fatto sta che la decisione di Mauro scatenò il caos: numerosi sostenitori bolognesi entrarono in campo accerchiando il direttore di gara e reclamando minacciosamente la concessione della marcatura di Muzzioli. L'impasse durò circa un quarto d'ora: Mauro, dopo aver cercato di interrompere definitivamente la partita dandosi alla fuga, rinunciò a tale intendimento in seguito a un tentativo di violenza da parte di un tifoso nonché per richiesta della dirigenza FIGC; infine, consultatosi con i guardalinee, egli stabilì di assegnare la rete, pur non reputandola valida, per placare il pubblico emiliano e di completare la conduzione dell'incontro.
La partita riprese e, a otto minuti dalla fine, il Bologna realizzò il pareggio con Alberto Pozzi; i tempi regolamentari si conclusero in parità. A quel punto, però, il Genoa si rifiutò di disputare i tempi supplementari e fece ricorso per ottenere il successo a tavolino, sulla base della forzata concessione del gol fantasma di Muzzioli; in risposta a tale atto, il Bologna chiese a sua volta la vittoria d'ufficio proprio per la mancata disputa dei supplementari. Anche il post-gara fu macchiato da un episodio increscioso: presso la Stazione di Milano Centrale, mentre le tifoserie si apprestavano a lasciare la Lombardia via treno, i sostenitori emiliani aggredirono quelli liguri provocando una rissa.
La querelle, tuttavia, fu risolta con una soluzione controversa. Giovanni Mauro mise a referto la pregiudiziale sull'ordine pubblico precedentemente notificata ma non applicata, e la ripresentò durante la riunione fiume del Consiglio di Lega Nord tenutasi fra il 20 e il 21 giugno; sebbene la contestazione dell'arbitro non fosse più valida ai sensi del regolamento, il che obbligava de facto la Lega a dare ragione a una delle due squadre, l'organo decise di non omologare la partita e respinse sia la richiesta genoana che quella bolognese, decretando la ripetizione dello spareggio. In più, il Consiglio Federale del 27 giugno multò i campioni in carica per non aver proseguito l'incontro ai supplementari.

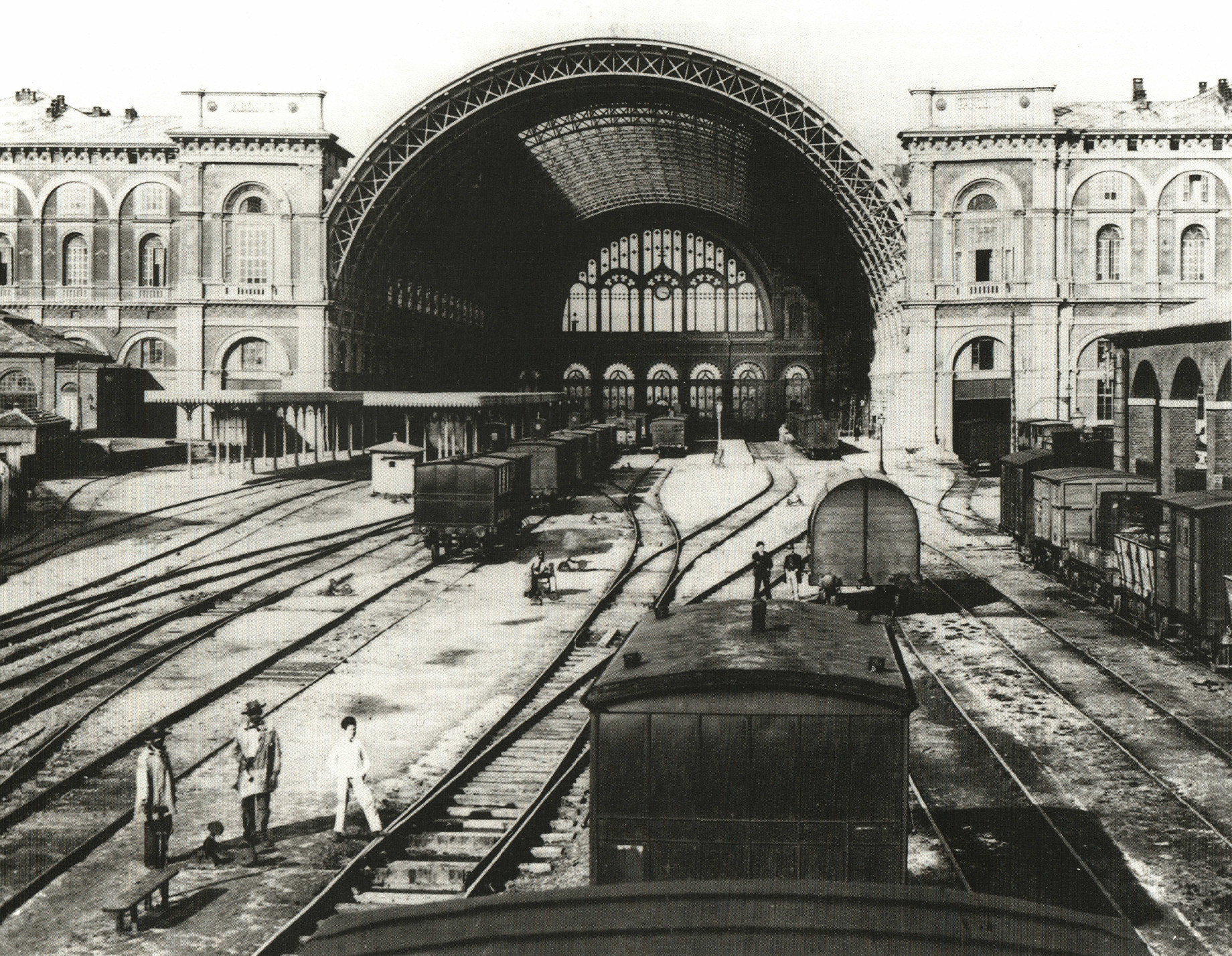
La Stazione di Torino Porta Nuova, teatro dello scontro fra le due tifoserie rossoblù che valse a questo campionato il soprannome di Scudetto delle pistole.

Il 5 luglio si tenne a Torino, sul campo della Juventus, il secondo spareggio. Nel capoluogo piemontese, in uno stadio praticamente militarizzato, fu il Bologna a portarsi immediatamente in vantaggio con Schiavio, ma il Genoa riuscì a pareggiare con Catto: la sfida si chiuse sull'1-1 dopo i tempi supplementari. Avvenne, però, un grave fatto di cronaca nera alla stazione di Porta Nuova, quando s’incrociarono i due treni speciali gestiti dalle società che riportavano a casa le rispettive tifoserie: durante lo scontro che ne seguì, dal convoglio bolognese partirono una ventina di colpi di rivoltella contro i sostenitori genoani, causando due feriti.
Fra i due club scoppiò una bagarre a suon di insulti reciproci: in principio la FIGC si limitò a esprimere la propria solidarietà nei confronti del Genoa e invitò il Bologna a individuare i responsabili del misfatto; poiché tuttavia il consiglio direttivo felsineo presentò un ordine del giorno con cui lamentava presunte provocazioni compiute dai genovesi in occasione della sparatoria, il 18 luglio la Federazione deliberò di rinviare la conclusione della finale a data da destinarsi, multò il club emiliano per la sua insubordinazione e gli impose di consegnare entro il 31 luglio i colpevoli dell'aggressione alle autorità, pena l’applicazione dell’art. 22 del proprio Statuto che avrebbe comportato la squalifica della squadra e consegnato al Genoa l'accesso alla finalissima. L'opinione pubblica felsinea si ribellò a questo provvedimento, segnalando la mancanza di par condicio all'interno del direttorio FIGC, e il Bologna diede vita a una rabbiosa protesta di piazza nel capoluogo emiliano, sostenuta dalle autorità municipali, nella quale denunciò l'esistenza di un'ipotetica cospirazione per favorire il Genoa; il prefetto locale Arturo Bocchini, inoltre, espresse il timore che la delibera causasse nuovi problemi di ordine pubblico in altre città.
Il 26 luglio fu allora indetta a Parma un'assemblea generale della Lega Nord: durante la riunione, grazie alla mediazione del dirigente juventino Umberto Malvano, il socio del Bologna Enrico Sabattini e l'avv. Bianchi esponente del Genoa si accordarono nel dirimere sul campo la questione della superiorità tra le due squadre. Le sanzioni a carico dei bolognesi furono sospese sine die e si stabilì di programmare, indipendentemente dall'inchiesta sull'incidente di Torino (conclusasi poi in un nulla di fatto), la disputa di una terza partita di spareggio, la quinta complessiva; il 2 agosto il Consiglio Federale ratificò l'intesa. Nei giorni successivi all'assemblea vennero indicate ai club la data e il luogo dell'incontro: il 9 agosto alle 7 di mattina, a Torino a porte chiuse. In seguito alla reiterata opposizione del prefetto del capoluogo piemontese a far svolgere l'incontro, esso fu spostato a Milano all'ultimo momento: il terreno di gioco prescelto, quello di Vigentino della Società Ginnastica Forza e Coraggio, fu tenuto segreto al pubblico onde evitare ulteriori incidenti.

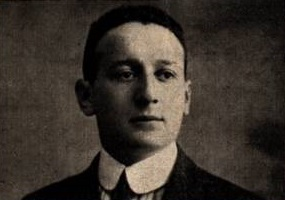
Umberto Malvano, fautore dell'accordo del 26 luglio 1925 fra Genoa e Bologna.

La pausa forzata del campionato aveva indotto entrambe le squadre a ridurre l'intensità degli allenamenti, sostenendo comunque delle partite amichevoli per "sgranchirsi le gambe", e dunque esse ebbero poco tempo per prepararsi al meglio in vista dell'incontro; fu il Genoa, però, ad accusare maggiormente un calo di forma: l'ultima sfida, svoltasi davanti a pochissimi presenti (fra cui l'allora coach del Milan Vittorio Pozzo), fu vinta agevolmente per 2-0 dal Bologna (segnature di Pozzi e Bernardo Perin), nonostante la formazione bolognese avesse concluso la gara in 9 uomini per le espulsioni di Alberto Giordani al 13' del secondo tempo e di Giovanni Borgato al 44'. Molti anni dopo, Sabattini raccontò di aver sostituito le sfere di gioco in dotazione al campo milanese con palloni gonfiati su misura dall'allenatore bolognese Hermann Felsner, una confessione che generò ulteriori polemiche da parte dei genoani in merito alla regolarità degli spareggi. In ogni caso Pozzo, in qualità di testimone oculare delle cinque finali, pur rammaricandosi per le controversie che macchiarono la contesa fra i sodalizi, definì la vittoria dei felsinei meritata, in quanto essi avevano dimostrato nel complesso di essere una compagine superiore a quella dei campioni uscenti.

#### Lega Sud
Per quanto concerne la Lega Sud, la prima fase del campionato, suddivisa in sezioni regionali gestite per la prima volta direttamente dalla Lega, non fu esente da polemiche, con ricorsi e controricorsi che nel caso della Cavese sovvertirono i verdetti iniziali e che ritardarono l'inizio delle semifinali, inizialmente previsto il 29 marzo.
Il campionato regionale campano, disputato da sole quattro squadre, fu assai combattuto e vide tre squadre (Savoia, Internaples e Cavese) contendersi i due posti in palio per la semifinale. La Cavese concluse in vetta il girone d'andata, ma calò alla distanza, conquistando solo un punto nel girone di ritorno e chiudendo terza dietro Savoia (laureatosi per la terza volta consecutiva campione campano) e Internaples. L'Internaples si illuse di aver conquistato la qualificazione alle semifinali, ma la Cavese sporse reclamo presso il Consiglio Federale chiedendo la vittoria a tavolino nella partita del 25 gennaio persa inopinatamente 2-0 sul campo contro i fanalini della Salernitanaudax, dapprima adducendo una presunta irregolarità delle porte del campo e poi sostenendo che i salernitani avrebbero schierato sotto falso nome due giocatori in realtà tesserati per la Vigevanese. A fine marzo il Consiglio Federale accolse parzialmente il ricorso dei metelliani, mandando a ripetere la partita Salernitanaudax-Cavese il 29 marzo. Tuttavia i salernitani non si presentarono in campo dando forfait, e la Cavese, con i due punti conquistati a tavolino, chiuse il girone al secondo posto estromettendo in extremis l'Internaples.
Nel girone laziale, invece, a contendersi la qualificazione furono Alba Roma, Lazio e Fortitudo, con questi ultimi che pagarono cari i tre punti persi contro le deboli Pro Roma e Audace Roma chiudendo terzi. Il Consiglio Federale tuttavia a fine marzo annullò e fece ripetere due partite vinte inizialmente dalla Lazio, tra cui proprio Lazio-Fortitudo, rimettendo in corsa per il secondo posto i fortitudiani. I biancocelesti, comunque, vinsero anche le ripetizioni qualificandosi così alle semifinali insieme ai campioni laziali dell'Alba. Il girone pugliese vide infine prevalere Pro Italia e Liberty, che chiusero il girone in vetta a pari merito rendendo necessario uno spareggio per il titolo regionale: prevalse la Pro Italia. Entrambe si qualificarono alle semifinali interregionali. Il campionato siciliano fu vinto infine dalla Messinese, che si qualificò così alle semifinali insieme all'Anconitana (unica iscritta nelle Marche).

Il Savoia (qui in una foto della stagione 1923-1924 in cui era giunto alla finalissima) non riuscì a ripetere l'exploit dell'anno precedente, fermandosi alle semifinali di Lega Sud.

Nel girone A delle semifinali deluse il rendimento del campione centro-meridionale in carica, il Savoia, mentre a contendersi il primato furono Anconitana e Lazio: furono i marchigiani a spuntarla battendo i biancocelesti allo spareggio. Il girone B vide invece l'Alba prevalere sulla Cavese, complice la vittoria per 5-0 nello scontro diretto all'andata, in cui destarono sospetti i gravi errori del portiere metelliano Pasquarelli, accusato di presunta combine. Al termine della stagione le due semifinaliste campane rinunciarono all'iscrizione al campionato successivo per difficoltà economiche. L'Anconitana e l'Alba si affrontarono dunque il 5 e il 12 luglio 1925 nella finale del Centrosud: i capitolini sconfissero i marchigiani sia all'andata che al ritorno e si laurearono Campioni dell'Italia centro-meridionale, ottenendo l'accesso alla finalissima nazionale contro la vincente della finale di Lega Nord.
A inizio stagione, per attuare la riduzione dei quadri (limite di quattro squadre per regione) resasi necessaria in vista dell'eventuale introduzione del sistema interregionale, fu introdotta la retrocessione diretta per le squadre classificate oltre il quarto posto, mentre le quarte classificate, per rimanere in Prima Divisione, avrebbero dovuto battere in uno spareggio interdivisionale il corrispettivo campione regionale di Seconda Divisione. In Puglia Tarantina e Bari non ebbero mai speranze di salvezza, conquistando solo tre punti e chiudendo in zona retrocessione (quinto e sesto posto). Fu condannata alla retrocessione diretta anche la Pro Roma quinta e ultima nel girone laziale, mentre le quarte classificate Salernitanaudax, Audace Roma e Ideale furono costrette a giocarsi la permanenza negli spareggi interdivisionali. I primi due sodalizi conseguirono la permanenza in massima serie, sconfiggendo rispettivamente lo Stabia e il Roman negli spareggi intedivisionali, mentre l'Ideale usufruì della rinuncia dello sfidante, il Foggia, in segno di protesta per l'introduzione del sistema interregionale (con conseguente aumento delle spese di trasferta). Tuttavia la proposta di abolire le eliminatorie regionali anche al Centro-Sud non passò all'assemblea federale del 15-16 agosto 1925, e di conseguenza la riduzione dei quadri fu annullata. Il Foggia fu ripescato in massima serie, come lo furono, soltanto quando si era disputata già la prima giornata del campionato successivo, Stabia e Pro Roma. Le due retrocesse pugliesi, invece, rinunciarono ai campionati per difficoltà economiche: la Tarantina si sciolse in via definitiva e il Bari sospese temporaneamente l'attività in competizioni ufficiali, partecipando in seguito alla Terza Divisione 1926-1927.

#### La finalissima
Fu così che il Bologna, al termine di una battaglia col Genoa durata undici settimane, e l'Alba, in maniera più agevole, ottennero l'agognata qualificazione alla finalissima nazionale.
Il primo incontro, disputato il 16 agosto allo Sterlino, fu dominato dai felsinei che si imposero per 4-0 (con tre marcature giunte nella ripresa e altre due annullate per irregolarità), confermando il netto divario tra Nord e Sud, anche se la stampa romana giustificò in parte la pesante sconfitta con la non perfetta condizione dei calciatori albini, che non disputavano partite ufficiali da oltre un mese. Per quanto riguarda la partita di ritorno a Roma, vinta dai rossoblù per 2-0 nonostante una prestazione sottotono, la stampa capitolina (in particolare il quotidiano L'Impero) contestò la validità della prima rete, forse viziata da un fuorigioco, e la mancata concessione del gol fantasma segnato nel finale dal biancoverde Pierino Rovida. I mediani dell'Alba fermarono più volte sul nascere gli attacchi avversari e le reti furono propiziate da altrettante "papere" del portiere albino Cesare Zancanaro, che tuttavia nella stessa partita aveva parato tiri ben più insidiosi. La stampa settentrionale confermò la buona prestazione dell'Alba e la cattiva giornata del Bologna, ma non ravvisò alcun errore nell'arbitraggio e ritenne la vittoria emiliana del tutto regolare.
I bolognesi, quindi, vinsero il primo titolo nazionale nella loro storia; il Genoa, invece, fallì la possibilità di fregiarsi del decimo scudetto. Questo campionato verrà in seguito soprannominato in ambito giornalistico come lo Scudetto delle pistole, in riferimento ai summenzionati fatti di sangue di Torino.

### La richiesta genoana di riassegnazione del titolo
Nei decenni successivi a tali accadimenti, vari esponenti e sostenitori del Genoa contestarono a più riprese la regolarità degli spareggi, ritenendo che la Lega Nord avesse sottratto al club ligure la vittoria a tavolino della finale e che il Bologna avesse beneficiato di favoritismi concessi dal regime fascista. I genoani, in particolare, definirono questo torneo il Furto della Stella, ovvero del distintivo che dal 1958 viene attribuito alle squadre italiane ogni 10 campionati vinti. Tifosi e affiliati del Bologna, al contrario, hanno sempre difeso la validità del titolo conquistato, bollando gli assunti dei rivali come frutto di una teoria del complotto e sottolineando che il "Grifone" potrebbe essere oggetto di eguali recriminazioni da parte degli stessi bolognesi, circa i discussi eventi sia del 1925 che del 1924. Contestualmente si sono succedute numerose ricostruzioni storiche volte ad asseverare o a confutare, a seconda dei casi, le due tesi contrapposte.
Tra la fine degli anni 1980 e l'inizio degli anni 1990, l'ex sindaco di Genova Fulvio Cerofolini presentò all'allora ministro del turismo e dello spettacolo Franco Carraro un'interpellanza parlamentare in merito allo Scudetto delle Pistole. La promessa di apertura di un fascicolo d'indagine sulle circostanze che portarono il Bologna a vincere il campionato cadde tuttavia nel dimenticatoio a causa dello scoppio dello scandalo di Tangentopoli.
Nel 2016 la Fondazione Genoa manifestò la volontà di chiedere alla FIGC la revoca dello scudetto alla compagine emiliana e la riassegnazione al club genovese, intenzione contro cui reagirono le associazioni del tifo bolognese perorando la legittimità del campionato. Il 30 ottobre 2018 lo stesso Genoa ha annunciato l'intenzione di domandare alla Federazione di valutare l'assegnazione dello scudetto 1925 ex aequo con il Bologna per le presunte irregolarità avvenute durante le partite di Lega Nord, dentro e fuori dal campo; a sua volta, il club emiliano ha definito la petizione dei liguri fondata su episodi «non acclarati», nonché un'«aberrazione giuridica» in quanto riferita alla finale di Lega Nord e non alla finalissima nazionale.
Nel corso del Consiglio Federale del 30 gennaio 2019, il presidente federale Gabriele Gravina ha proposto la creazione di una commissione ad hoc che analizzi, con approccio storico-scientifico, sia la richiesta dello scudetto 1925 del Genoa, sia le petizioni di Lazio, Bologna e Torino relative ai campionati 1915 e 1927; l'organo collegiale è stato istituito il successivo 30 maggio e Matteo Marani, il vicepresidente della Fondazione Museo del Calcio, è stato incaricato di coordinare i docenti universitari che lo compongono.

## Lega Nord

### Girone A

#### Squadre partecipanti
| Club      | Stagione | Città             | Stadio                    | Stagione precedente            |
| --------- | -------- | ----------------- | ------------------------- | ------------------------------ |
| Brescia   | dettagli | Brescia           | Stadium di viale Piave    | 10º in Prima Divisione/A       |
| Casale    | dettagli | Casale Monferrato | Stadio Natale Palli       | 8ª in Prima Divisione/A        |
| Cremonese | dettagli | Cremona           | Campo di via Persico      | 8ª in Prima Divisione/B        |
| Genoa     | dettagli | Genova            | Campo di via del Piano    | Campione d'Italia              |
| Inter     | dettagli | Milano            | Campo di via Goldoni      | 3ª in Prima Divisione/A        |
| Legnano   | dettagli | Legnano           | Stadio di via Pisacane    | 6ª in Prima Divisione/B        |
| Modena    | dettagli | Modena            | Campo di viale Fontanelli | 7º in Prima Divisione/A        |
| Pisa      | dettagli | Pisa              | Arena Garibaldi           | 5º in Prima Divisione/B        |
| Reggiana  | dettagli | Reggio Emilia     | Stadio Mirabello          | 2ª in Seconda Divisione/Finali |
| Spezia    | dettagli | La Spezia         | Stadio Alberto Picco      | 11º in Prima Divisione/B       |
| Torino    | dettagli | Torino            | Campo Stradale Stupinigi  | 2º in Prima Divisione/B        |
| Verona    | dettagli | Verona            | Campo di Borgo Venezia    | 4ª in Prima Divisione/B        |

#### Classifica finale
|  | Pos. | Squadra   | Pt | G  | V  | N | P  | GF | GS | DR  |
|  | ---- | --------- | -- | -- | -- | - | -- | -- | -- | --- |
|  | 1.   | Genoa     | 30 | 22 | 13 | 4 | 5  | 48 | 23 | +25 |
|  | 2.   | Modena    | 29 | 22 | 13 | 3 | 6  | 41 | 24 | +17 |
|  | 3.   | Casale    | 27 | 22 | 12 | 3 | 7  | 37 | 30 | +7  |
|  | 4.   | Inter     | 25 | 22 | 12 | 1 | 9  | 44 | 37 | +7  |
|  | 4.   | Pisa      | 25 | 22 | 11 | 3 | 8  | 32 | 28 | +4  |
|  | 6.   | Torino    | 24 | 22 | 9  | 6 | 7  | 30 | 25 | +5  |
|  | 7.   | Cremonese | 22 | 22 | 9  | 4 | 9  | 28 | 34 | -6  |
|  | 8.   | Reggiana  | 20 | 22 | 9  | 2 | 11 | 36 | 42 | -6  |
|  | 9.   | Verona    | 18 | 22 | 6  | 6 | 10 | 33 | 42 | -9  |
|  | 10.  | Brescia   | 17 | 22 | 7  | 3 | 12 | 27 | 34 | -7  |
|  | 11.  | Legnano   | 15 | 22 | 5  | 5 | 12 | 18 | 29 | -11 |
|  | 12.  | Spezia    | 12 | 22 | 4  | 4 | 14 | 20 | 46 | -26 |

Legenda:
      Qualificato alla fase finale.
 Ammesso allo spareggio-salvezza interdivisionale (poi non disputato per rinuncia delle promuovende).
      Retrocesso in Seconda Divisione 1925-1926.
Regolamento:
Due punti a vittoria, uno a pareggio, zero a sconfitta.

#### Risultati

##### Calendario
| andata (1ª) | andata (1ª) | Prima giornata        | ritorno (12ª) | ritorno (12ª) |
|             |             |                       |               |               |
| 5 ott.      | 1-0         | Brescia-Inter         | 0-1           | 1º feb.       |
| 5 ott.      | 3-1         | Casale-Pisa           | 2-2           | 1º feb.       |
| 5 ott.      | 4-0         | Genoa-Cremonese       | 0-2           | 1º feb.       |
| 5 ott.      | 2-1         | Hellas Verona-Legnano | 1-1           | 1º feb.       |
| 5 ott.      | 0-3         | Spezia-Modena         | 0-2           | 1º feb.       |
| 5 ott.      | 3-1         | Torino-Reggiana       | 1-2           | 1º feb.       |

| andata (2ª) | andata (2ª) | Seconda giornata       | ritorno (13ª) | ritorno (13ª) |
|             |             |                        |               |               |
| 12 ott.     | 0-2         | Brescia-Genoa          | 0-5           | 8 feb.        |
| 12 ott.     | 0-1         | Cremonese-Torino       | 0-1           | 8 feb.        |
| 12 ott.     | 5-2         | Inter-Spezia           | 1-0           | 8 feb.        |
| 12 ott.     | 0-0         | Legnano-Pisa           | 0-1           | 8 feb.        |
| 12 ott.     | 3-0         | Modena-Casale          | 0-4           | 8 feb.        |
| 12 ott.     | 6-2         | Reggiana-Hellas Verona | 0-3           | 8 feb.        |

| andata (1ª) | andata (1ª) | Prima giornata        | ritorno (12ª) | ritorno (12ª) |
|             |             |                       |               |               |
| 5 ott.      | 1-0         | Brescia-Inter         | 0-1           | 1º feb.       |
| 5 ott.      | 3-1         | Casale-Pisa           | 2-2           | 1º feb.       |
| 5 ott.      | 4-0         | Genoa-Cremonese       | 0-2           | 1º feb.       |
| 5 ott.      | 2-1         | Hellas Verona-Legnano | 1-1           | 1º feb.       |
| 5 ott.      | 0-3         | Spezia-Modena         | 0-2           | 1º feb.       |
| 5 ott.      | 3-1         | Torino-Reggiana       | 1-2           | 1º feb.       |

| andata (2ª) | andata (2ª) | Seconda giornata       | ritorno (13ª) | ritorno (13ª) |
|             |             |                        |               |               |
| 12 ott.     | 0-2         | Brescia-Genoa          | 0-5           | 8 feb.        |
| 12 ott.     | 0-1         | Cremonese-Torino       | 0-1           | 8 feb.        |
| 12 ott.     | 5-2         | Inter-Spezia           | 1-0           | 8 feb.        |
| 12 ott.     | 0-0         | Legnano-Pisa           | 0-1           | 8 feb.        |
| 12 ott.     | 3-0         | Modena-Casale          | 0-4           | 8 feb.        |
| 12 ott.     | 6-2         | Reggiana-Hellas Verona | 0-3           | 8 feb.        |

| andata (3ª) | andata (3ª) | Terza giornata      | ritorno (14ª) | ritorno (14ª) |
|             |             |                     |               |               |
| 19 ott.     | 1-0         | Casale-Legnano      | 1-0           | 15 feb.       |
| 19 ott.     | 3-0         | Genoa-Hellas Verona | 2-2           | 15 feb.       |
| 19 ott.     | 3-0         | Pisa-Cremonese      | 0-1           | 15 feb.       |
| 19 ott.     | 4-2         | Reggiana-Inter      | 0-3           | 15 feb.       |
| 19 ott.     | 1-0         | Spezia-Brescia      | 2-4           | 15 mar.       |
| 19 ott.     | 2-2         | Torino-Modena       | 1-0           | 15 feb.       |

| andata (4ª) | andata (4ª) | Quarta giornata      | ritorno (15ª) | ritorno (15ª) |
|             |             |                      |               |               |
| 26 ott.     | 0-1         | Brescia-Pisa         | 1-6           | 22 feb.       |
| 26 ott.     | 6-3         | Casale-Spezia        | 1-1           | 22 feb.       |
| 26 ott.     | 1-1         | Cremonese-Reggiana   | 1-4           | 22 feb.       |
| 26 ott.     | 2-2         | Hellas Verona-Torino | 1-3           | 22 feb.       |
| 26 ott.     | 1-2         | Inter-Legnano        | 2-0           | 22 feb.       |
| 26 ott.     | 1-0         | Modena-Genoa         | 0-2           | 22 feb.       |

| andata (3ª) | andata (3ª) | Terza giornata      | ritorno (14ª) | ritorno (14ª) |
|             |             |                     |               |               |
| 19 ott.     | 1-0         | Casale-Legnano      | 1-0           | 15 feb.       |
| 19 ott.     | 3-0         | Genoa-Hellas Verona | 2-2           | 15 feb.       |
| 19 ott.     | 3-0         | Pisa-Cremonese      | 0-1           | 15 feb.       |
| 19 ott.     | 4-2         | Reggiana-Inter      | 0-3           | 15 feb.       |
| 19 ott.     | 1-0         | Spezia-Brescia      | 2-4           | 15 mar.       |
| 19 ott.     | 2-2         | Torino-Modena       | 1-0           | 15 feb.       |

| andata (4ª) | andata (4ª) | Quarta giornata      | ritorno (15ª) | ritorno (15ª) |
|             |             |                      |               |               |
| 26 ott.     | 0-1         | Brescia-Pisa         | 1-6           | 22 feb.       |
| 26 ott.     | 6-3         | Casale-Spezia        | 1-1           | 22 feb.       |
| 26 ott.     | 1-1         | Cremonese-Reggiana   | 1-4           | 22 feb.       |
| 26 ott.     | 2-2         | Hellas Verona-Torino | 1-3           | 22 feb.       |
| 26 ott.     | 1-2         | Inter-Legnano        | 2-0           | 22 feb.       |
| 26 ott.     | 1-0         | Modena-Genoa         | 0-2           | 22 feb.       |

| andata (5ª) | andata (5ª) | Quinta giornata    | ritorno (16ª) | ritorno (16ª) |
|             |             |                    |               |               |
| 2 nov.      | 3-0         | Cremonese-Brescia  | 0-5           | 22 mar.       |
| 2 nov.      | 2-1         | Genoa-Inter        | 1-2           | 1 mar.        |
| 2 nov.      | 1-1         | Legnano-Spezia     | 0-1           | 1 mar.        |
| 2 nov.      | 2-0         | Pisa-Hellas Verona | 0-3           | 1 mar.        |
| 2 nov.      | 1-4         | Reggiana-Modena    | 1-2           | 1 mar.        |
| 2 nov.      | 1-2         | Torino-Casale      | 0-0           | 1 mar.        |

| andata (6ª) | andata (6ª) | Sesta giornata          | ritorno (17ª) | ritorno (17ª) |
|             |             |                         |               |               |
| 9 nov.      | 1-2         | Brescia-Torino          | 0-0           | 8 mar.        |
| 4 gen.      | 2-1         | Casale-Genoa            | 1-4           | 8 mar.        |
| 9 nov.      | 1-2         | Hellas Verona-Cremonese | 2-2           | 8 mar.        |
| 9 nov.      | 1-2         | Inter-Pisa              | 1-3           | 8 mar.        |
| 9 nov.      | 3-1         | Modena-Legnano          | 0-0           | 8 mar.        |
| 9 nov.      | 2-1         | Spezia-Reggiana         | 0-2           | 8 mar.        |

| andata (5ª) | andata (5ª) | Quinta giornata    | ritorno (16ª) | ritorno (16ª) |
|             |             |                    |               |               |
| 2 nov.      | 3-0         | Cremonese-Brescia  | 0-5           | 22 mar.       |
| 2 nov.      | 2-1         | Genoa-Inter        | 1-2           | 1 mar.        |
| 2 nov.      | 1-1         | Legnano-Spezia     | 0-1           | 1 mar.        |
| 2 nov.      | 2-0         | Pisa-Hellas Verona | 0-3           | 1 mar.        |
| 2 nov.      | 1-4         | Reggiana-Modena    | 1-2           | 1 mar.        |
| 2 nov.      | 1-2         | Torino-Casale      | 0-0           | 1 mar.        |

| andata (6ª) | andata (6ª) | Sesta giornata          | ritorno (17ª) | ritorno (17ª) |
|             |             |                         |               |               |
| 9 nov.      | 1-2         | Brescia-Torino          | 0-0           | 8 mar.        |
| 4 gen.      | 2-1         | Casale-Genoa            | 1-4           | 8 mar.        |
| 9 nov.      | 1-2         | Hellas Verona-Cremonese | 2-2           | 8 mar.        |
| 9 nov.      | 1-2         | Inter-Pisa              | 1-3           | 8 mar.        |
| 9 nov.      | 3-1         | Modena-Legnano          | 0-0           | 8 mar.        |
| 9 nov.      | 2-1         | Spezia-Reggiana         | 0-2           | 8 mar.        |

| andata (7ª) | andata (7ª) | Settima giornata     | ritorno (18ª) | ritorno (18ª) |
|             |             |                      |               |               |
| 30 nov.     | 1-1         | Genoa-Pisa           | 2-1           | 3 mag.        |
| 30 nov.     | 0-0         | Legnano-Brescia      | 0-1           | 29 mar.       |
| 30 nov.     | 1-0         | Modena-Hellas Verona | 3-3           | 29 mar.       |
| 30 nov.     | 1-0         | Reggiana-Casale      | 0-2           | 29 mar.       |
| 30 nov.     | 0-0         | Spezia-Cremonese     | 0-6           | 29 mar.       |
| 30 nov.     | 1-2         | Torino-Inter         | 5-2           | 29 mar.       |

| andata (8ª) | andata (8ª) | Ottava giornata      | ritorno (19ª) | ritorno (19ª) |
|             |             |                      |               |               |
| 7 dic.      | 2-1         | Casale-Brescia       | 1-3           | 5 apr.        |
| 7 dic.      | 3-0         | Cremonese-Legnano    | 1-0           | 5 apr.        |
| 7 dic.      | 3-0         | Hellas Verona-Spezia | 1-1           | 5 apr.        |
| 7 dic.      | 4-1         | Inter-Modena         | 0-5           | 5 apr.        |
| 7 dic.      | 2-0         | Pisa-Reggiana        | 1-3           | 5 apr.        |
| 7 dic.      | 1-1         | Torino-Genoa         | 0-0           | 17 mag.       |

| andata (7ª) | andata (7ª) | Settima giornata     | ritorno (18ª) | ritorno (18ª) |
|             |             |                      |               |               |
| 30 nov.     | 1-1         | Genoa-Pisa           | 2-1           | 3 mag.        |
| 30 nov.     | 0-0         | Legnano-Brescia      | 0-1           | 29 mar.       |
| 30 nov.     | 1-0         | Modena-Hellas Verona | 3-3           | 29 mar.       |
| 30 nov.     | 1-0         | Reggiana-Casale      | 0-2           | 29 mar.       |
| 30 nov.     | 0-0         | Spezia-Cremonese     | 0-6           | 29 mar.       |
| 30 nov.     | 1-2         | Torino-Inter         | 5-2           | 29 mar.       |

| andata (8ª) | andata (8ª) | Ottava giornata      | ritorno (19ª) | ritorno (19ª) |
|             |             |                      |               |               |
| 7 dic.      | 2-1         | Casale-Brescia       | 1-3           | 5 apr.        |
| 7 dic.      | 3-0         | Cremonese-Legnano    | 1-0           | 5 apr.        |
| 7 dic.      | 3-0         | Hellas Verona-Spezia | 1-1           | 5 apr.        |
| 7 dic.      | 4-1         | Inter-Modena         | 0-5           | 5 apr.        |
| 7 dic.      | 2-0         | Pisa-Reggiana        | 1-3           | 5 apr.        |
| 7 dic.      | 1-1         | Torino-Genoa         | 0-0           | 17 mag.       |

| andata (9ª) | andata (9ª) | Nona giornata        | ritorno (20ª) | ritorno (20ª) |
|             |             |                      |               |               |
| 14 dic.     | 1-1         | Brescia-Reggiana     | 1-2           | 12 apr.       |
| 14 dic.     | 1-1         | Cremonese-Inter      | 2-4           | 12 apr.       |
| 14 dic.     | 6-3         | Genoa-Legnano        | 0-1           | 12 apr.       |
| 14 dic.     | 2-1         | Hellas Verona-Casale | 0-2           | 12 apr.       |
| 14 dic.     | 0-1         | Pisa-Modena          | 0-4           | 12 apr.       |
| 14 dic.     | 1-0         | Spezia-Torino        | 1-2           | 12 apr.       |

| andata (10ª) | andata (10ª) | Decima giornata     | ritorno (21ª) | ritorno (21ª) |
|              |              |                     |               |               |
| 21 dic.      | 3-0          | Casale-Cremonese    | 1-2           | 19 apr.       |
| 21 dic.      | 3-1          | Inter-Hellas Verona | 3-2           | 19 apr.       |
| 21 dic.      | 4-1          | Legnano-Torino      | 1-0           | 19 apr.       |
| 21 dic.      | 2-0          | Modena-Brescia      | 1-4           | 19 apr.       |
| 21 dic.      | 2-4          | Reggiana-Genoa      | 1-4           | 19 apr.       |
| 21 dic.      | 0-1          | Spezia-Pisa         | 2-3           | 19 apr.       |

| andata (9ª) | andata (9ª) | Nona giornata        | ritorno (20ª) | ritorno (20ª) |
|             |             |                      |               |               |
| 14 dic.     | 1-1         | Brescia-Reggiana     | 1-2           | 12 apr.       |
| 14 dic.     | 1-1         | Cremonese-Inter      | 2-4           | 12 apr.       |
| 14 dic.     | 6-3         | Genoa-Legnano        | 0-1           | 12 apr.       |
| 14 dic.     | 2-1         | Hellas Verona-Casale | 0-2           | 12 apr.       |
| 14 dic.     | 0-1         | Pisa-Modena          | 0-4           | 12 apr.       |
| 14 dic.     | 1-0         | Spezia-Torino        | 1-2           | 12 apr.       |

| andata (10ª) | andata (10ª) | Decima giornata     | ritorno (21ª) | ritorno (21ª) |
|              |              |                     |               |               |
| 21 dic.      | 3-0          | Casale-Cremonese    | 1-2           | 19 apr.       |
| 21 dic.      | 3-1          | Inter-Hellas Verona | 3-2           | 19 apr.       |
| 21 dic.      | 4-1          | Legnano-Torino      | 1-0           | 19 apr.       |
| 21 dic.      | 2-0          | Modena-Brescia      | 1-4           | 19 apr.       |
| 21 dic.      | 2-4          | Reggiana-Genoa      | 1-4           | 19 apr.       |
| 21 dic.      | 0-1          | Spezia-Pisa         | 2-3           | 19 apr.       |

| \| andata (11ª) \| andata (11ª) \| Undicesima giornata \| ritorno (22ª) \| ritorno (22ª) \| \| \| \| \| \| \| \| 28 dic. \| 4-0 \| Brescia-Hellas Verona \| 0-2 \| 26 apr. \| \| 28 dic. \| 1-0 \| Cremonese-Modena \| 0-3 \| 26 apr. \| \| 28 dic. \| 3-2 \| Genoa-Spezia \| 1-0 \| 10 mag. \| \| 28 dic. \| 4-0 \| Inter-Casale \| 1-2 \| 26 apr. \| \| 28 dic. \| 2-0 \| Legnano-Reggiana \| 1-3 \| 26 apr. \| \| 28 dic. \| 1-0 \| Pisa-Torino \| 1-3 \| 26 apr. \| |              |                       |               |               |
| andata (11ª) | andata (11ª) | Undicesima giornata   | ritorno (22ª) | ritorno (22ª) |
| |              |                       |               |               |
| 28 dic. | 4-0          | Brescia-Hellas Verona | 0-2           | 26 apr.       |
| 28 dic. | 1-0          | Cremonese-Modena      | 0-3           | 26 apr.       |
| 28 dic. | 3-2          | Genoa-Spezia          | 1-0           | 10 mag.       |
| 28 dic. | 4-0          | Inter-Casale          | 1-2           | 26 apr.       |
| 28 dic. | 2-0          | Legnano-Reggiana      | 1-3           | 26 apr.       |
| 28 dic. | 1-0          | Pisa-Torino           | 1-3           | 26 apr.       |

| andata (11ª) | andata (11ª) | Undicesima giornata   | ritorno (22ª) | ritorno (22ª) |
|              |              |                       |               |               |
| 28 dic.      | 4-0          | Brescia-Hellas Verona | 0-2           | 26 apr.       |
| 28 dic.      | 1-0          | Cremonese-Modena      | 0-3           | 26 apr.       |
| 28 dic.      | 3-2          | Genoa-Spezia          | 1-0           | 10 mag.       |
| 28 dic.      | 4-0          | Inter-Casale          | 1-2           | 26 apr.       |
| 28 dic.      | 2-0          | Legnano-Reggiana      | 1-3           | 26 apr.       |
| 28 dic.      | 1-0          | Pisa-Torino           | 1-3           | 26 apr.       |

#### Statistiche

##### Squadre

###### Classifica in divenire
| [ 64 ]    | 1ª | 2ª | 3ª | 4ª | 5ª | 6ª | 7ª | 8ª | 9ª | 10ª | 11ª | 12ª | 13ª | 14ª | 15ª | 16ª | 17ª | 18ª | 19ª | 20ª | 21ª | 22ª | Rec. |
| [ 64 ]    |    |    |    |    |    |    |    |    |    |     |     |     |     |     |     |     |     |     |     |     |     |     |      |
| --------- | -- | -- | -- | -- | -- | -- | -- | -- | -- | --- | --- | --- | --- | --- | --- | --- | --- | --- | --- | --- | --- | --- | ---- |
| Brescia   | 2  | 2  | 2  | 2  | 2  | 2  | 3  | 3  | 4  | 4   | 6   | 6   | 6   | 6   | 8   | 6   | 7   | 13  | 15  | 15  | 17  | 15  | 17   |
| Casale    | 2  | 2  | 4  | 6  | 8  | 10 | 10 | 10 | 10 | 12  | 12  | 15  | 17  | 19  | 20  | 21  | 21  | 23  | 23  | 25  | 25  | 27  | 27   |
| Cremonese | 0  | 0  | 0  | 1  | 3  | 5  | 6  | 8  | 9  | 9   | 11  | 13  | 13  | 15  | 15  | 15  | 16  | 18  | 20  | 20  | 22  | 22  | 22   |
| Genoa     | 2  | 4  | 6  | 6  | 8  | 8  | 9  | 10 | 12 | 14  | 16  | 16  | 18  | 19  | 21  | 21  | 23  | 23  | 23  | 23  | 25  | 25  | 30   |
| Inter     | 0  | 2  | 2  | 2  | 2  | 2  | 4  | 6  | 7  | 9   | 11  | 13  | 15  | 17  | 19  | 21  | 21  | 21  | 21  | 23  | 25  | 25  | 25   |
| Legnano   | 0  | 1  | 1  | 3  | 4  | 5  | 5  | 5  | 5  | 7   | 9   | 10  | 10  | 10  | 10  | 10  | 11  | 11  | 11  | 13  | 15  | 15  | 15   |
| Modena    | 2  | 4  | 5  | 7  | 9  | 11 | 13 | 13 | 15 | 17  | 17  | 19  | 19  | 19  | 19  | 21  | 22  | 23  | 25  | 27  | 27  | 29  | 29   |
| Pisa      | 0  | 1  | 3  | 5  | 7  | 9  | 10 | 12 | 12 | 14  | 16  | 17  | 19  | 19  | 21  | 21  | 23  | 23  | 23  | 23  | 25  | 25  | 25   |
| Reggiana  | 0  | 2  | 4  | 5  | 5  | 5  | 7  | 7  | 8  | 8   | 8   | 10  | 10  | 10  | 12  | 12  | 14  | 14  | 16  | 18  | 18  | 20  | 20   |
| Spezia    | 0  | 0  | 2  | 2  | 3  | 5  | 6  | 7  | 8  | 8   | 8   | 8   | 8   | 8   | 9   | 11  | 11  | 11  | 12  | 12  | 12  | 12  | 12   |
| Torino    | 2  | 4  | 5  | 6  | 6  | 8  | 8  | 9  | 9  | 9   | 9   | 9   | 11  | 13  | 15  | 16  | 17  | 19  | 19  | 21  | 21  | 23  | 24   |
| Verona    | 2  | 2  | 2  | 3  | 3  | 3  | 3  | 5  | 7  | 7   | 7   | 8   | 10  | 11  | 11  | 13  | 14  | 15  | 16  | 16  | 16  | 18  | 18   |

### Girone B

#### Squadre partecipanti
| Club            | Stagione | Città                 | Stadio                       | Stagione precedente            |
| --------------- | -------- | --------------------- | ---------------------------- | ------------------------------ |
| Alessandria     | dettagli | Alessandria           | Campo degli Orti             | 5ª in Prima Divisione/A        |
| Andrea Doria    | dettagli | Genova                | Campo sportivo della Cajenna | 6ª in Prima Divisione/B        |
| Bologna         | dettagli | Bologna               | Stadio Sterlino              | Finalista di Lega              |
| Derthona        | dettagli | Tortona               | Campo Fornaci                | 1º in Seconda Divisione/finali |
| Juventus        | dettagli | Torino                | Stadio di Corso Marsiglia    | 5ª in Prima Divisione/A        |
| Livorno         | dettagli | Livorno               | Campo di Villa Chayes        | 3º in Prima Divisione/A        |
| Mantova         | dettagli | Mantova               | Campo dell'Ippodromo Te      | 6º in Seconda Divisione/finali |
| Milan           | dettagli | Milano                | Campo di viale Lombardia     | 9º in Prima Divisione/B        |
| Novara          | dettagli | Novara                | Campo di via Lombroso        | 11º in Prima Divisione/A       |
| Padova          | dettagli | Padova                | Stadio Silvio Appiani        | 2º in Prima Divisione/A        |
| Pro Vercelli    | dettagli | Vercelli              | Campo piazza Conte di Torino | 3ª in Prima Divisione/B        |
| Sampierdarenese | dettagli | San Pier d'Arena (GE) | Stadio di Villa Scassi       | 9ª in Prima Divisione/A        |
| SPAL            | dettagli | Ferrara               | Campo di Piazza d'Armi       | 10ª in Prima Divisione/B       |

#### Classifica finale
|  | Pos. | Squadra         | Pt | G  | V  | N  | P  | GF | GS | DR  |
|  | ---- | --------------- | -- | -- | -- | -- | -- | -- | -- | --- |
|  | 1.   | Bologna         | 34 | 24 | 15 | 4  | 5  | 53 | 22 | +31 |
|  | 2.   | Pro Vercelli    | 32 | 24 | 13 | 6  | 5  | 56 | 29 | +27 |
|  | 2.   | Juventus        | 32 | 24 | 12 | 8  | 4  | 38 | 21 | +17 |
|  | 4.   | Padova          | 29 | 24 | 12 | 5  | 7  | 51 | 34 | +17 |
|  | 5.   | Livorno         | 25 | 24 | 9  | 7  | 8  | 45 | 41 | +4  |
|  | 5.   | Alessandria     | 25 | 24 | 8  | 9  | 7  | 27 | 30 | -3  |
|  | 7.   | Novara          | 22 | 24 | 6  | 10 | 8  | 26 | 30 | -4  |
|  | 8.   | Milan           | 21 | 24 | 10 | 1  | 13 | 45 | 51 | -6  |
|  | 8.   | Andrea Doria    | 21 | 24 | 9  | 3  | 12 | 26 | 33 | -7  |
|  | 10.  | Sampierdarenese | 20 | 24 | 7  | 6  | 11 | 24 | 32 | -8  |
|  | 11.  | Mantova         | 19 | 24 | 8  | 3  | 13 | 38 | 53 | -15 |
|  | 12.  | SPAL            | 19 | 24 | 7  | 5  | 12 | 26 | 50 | -24 |
|  | 13.  | Derthona        | 13 | 24 | 4  | 5  | 15 | 25 | 54 | -29 |

Legenda:
      Qualificato alla finale di Lega Nord.
 Ammesso allo spareggio-salvezza interdivisionale (poi non disputato per rinuncia delle promuovende).
      Retrocesso in Seconda Divisione 1925-1926.
 Retrocessione diretta.
Regolamento:
Due punti a vittoria, uno a pareggio, zero a sconfitta.
A parità di punti le squadre erano classificate a pari merito.
In caso di assegnazione di un titolo sportivo (sia per la promozione/ammissione alle finali che per la retrocessione) si effettuava uno spareggio in campo neutro.
Note:
SPAL retrocessa dopo aver perso lo spareggio in campo neutro contro l'ex aequo Mantova.

#### Risultati

##### Calendario
| andata (1ª) | andata (1ª)      | Prima giornata          | ritorno (14ª) | ritorno (14ª) |
|             |                  |                         |               |               |
| 5 ott.      | 4-0              | Bologna-Sampierdarenese | 0-0           | 1º feb.       |
| 5 ott.      | 1-1              | Derthona-Pro Vercelli   | 0-5           | 1º feb.       |
| 5 ott.      | 1-1              | Mantova-Alessandria     | 1-6           | 1º feb.       |
| 5 ott.      | 2-0              | Milan-Andrea Doria      | 2-3           | 1º feb.       |
| 5 ott.      | 1-1              | Novara-Padova           | 1-1           | 1º feb.       |
| 5 ott.      | 0-0              | SPAL-Livorno            | 0-4           | 1º feb.       |
| 5 ott.      | Riposa: Juventus |                         |               | 1º feb.       |

| andata (2ª) | andata (2ª)     | Seconda giornata      | ritorno (15ª) | ritorno (15ª) |
|             |                 |                       |               |               |
| 12 ott.     | 1-1             | Alessandria-Padova    | 0-4           | 8 feb.        |
| 12 ott.     | 0-1             | Andrea Doria-Bologna  | 0-5           | 8 feb.        |
| 12 ott.     | 1-1             | Derthona-Novara       | 1-2           | 8 feb.        |
| 12 ott.     | 2-1             | Juventus-SPAL         | 2-0           | 8 feb.        |
| 12 ott.     | 5-3             | Pro Vercelli-Mantova  | 2-4           | 8 feb.        |
| 12 ott.     | 3-2             | Sampierdarenese-Milan | 0-2           | 8 feb.        |
| 12 ott.     | Riposa: Livorno |                       |               | 8 feb.        |

| andata (1ª) | andata (1ª)      | Prima giornata          | ritorno (14ª) | ritorno (14ª) |
|             |                  |                         |               |               |
| 5 ott.      | 4-0              | Bologna-Sampierdarenese | 0-0           | 1º feb.       |
| 5 ott.      | 1-1              | Derthona-Pro Vercelli   | 0-5           | 1º feb.       |
| 5 ott.      | 1-1              | Mantova-Alessandria     | 1-6           | 1º feb.       |
| 5 ott.      | 2-0              | Milan-Andrea Doria      | 2-3           | 1º feb.       |
| 5 ott.      | 1-1              | Novara-Padova           | 1-1           | 1º feb.       |
| 5 ott.      | 0-0              | SPAL-Livorno            | 0-4           | 1º feb.       |
| 5 ott.      | Riposa: Juventus |                         |               | 1º feb.       |

| andata (2ª) | andata (2ª)     | Seconda giornata      | ritorno (15ª) | ritorno (15ª) |
|             |                 |                       |               |               |
| 12 ott.     | 1-1             | Alessandria-Padova    | 0-4           | 8 feb.        |
| 12 ott.     | 0-1             | Andrea Doria-Bologna  | 0-5           | 8 feb.        |
| 12 ott.     | 1-1             | Derthona-Novara       | 1-2           | 8 feb.        |
| 12 ott.     | 2-1             | Juventus-SPAL         | 2-0           | 8 feb.        |
| 12 ott.     | 5-3             | Pro Vercelli-Mantova  | 2-4           | 8 feb.        |
| 12 ott.     | 3-2             | Sampierdarenese-Milan | 0-2           | 8 feb.        |
| 12 ott.     | Riposa: Livorno |                       |               | 8 feb.        |

| andata (3ª) | andata (3ª)         | Terza giornata          | ritorno (16ª) | ritorno (16ª) |
|             |                     |                         |               |               |
| 19 ott.     | 3-1                 | Bologna-SPAL            | 4-0           | 15 feb.       |
| 19 ott.     | 4-1                 | Livorno-Pro Vercelli    | 1-6           | 15 feb.       |
| 19 ott.     | 1-1                 | Mantova-Sampierdarenese | 1-4           | 15 mar.       |
| 19 ott.     | 3-2                 | Milan-Derthona          | 3-0           | 15 feb.       |
| 19 ott.     | 1-1                 | Novara-Juventus         | 1-1           | 15 feb.       |
| 19 ott.     | 6-1                 | Padova-Andrea Doria     | 0-4           | 21 mag.       |
| 19 ott.     | Riposa: Alessandria |                         |               | 21 mag.       |

| andata (4ª) | andata (4ª)     | Quarta giornata          | ritorno (17ª) | ritorno (17ª) |
|             |                 |                          |               |               |
| 25 gen.     | 1-0             | Andrea Doria-Livorno     | 0-2           | 22 feb.       |
| 26 ott.     | 5-3             | Juventus-Milan           | 0-0           | 22 feb.       |
| 26 ott.     | 3-1             | Novara-Mantova           | 1-0           | 22 feb.       |
| 26 ott.     | 2-0             | Pro Vercelli-Alessandria | 0-1           | 22 feb.       |
| 26 ott.     | 1-0             | Sampierdarenese-Derthona | 0-1           | 22 feb.       |
| 26 ott.     | 1-1             | SPAL-Padova              | 0-9           | 22 feb.       |
| 26 ott.     | Riposa: Bologna |                          |               | 22 feb.       |

| andata (3ª) | andata (3ª)         | Terza giornata          | ritorno (16ª) | ritorno (16ª) |
|             |                     |                         |               |               |
| 19 ott.     | 3-1                 | Bologna-SPAL            | 4-0           | 15 feb.       |
| 19 ott.     | 4-1                 | Livorno-Pro Vercelli    | 1-6           | 15 feb.       |
| 19 ott.     | 1-1                 | Mantova-Sampierdarenese | 1-4           | 15 mar.       |
| 19 ott.     | 3-2                 | Milan-Derthona          | 3-0           | 15 feb.       |
| 19 ott.     | 1-1                 | Novara-Juventus         | 1-1           | 15 feb.       |
| 19 ott.     | 6-1                 | Padova-Andrea Doria     | 0-4           | 21 mag.       |
| 19 ott.     | Riposa: Alessandria |                         |               | 21 mag.       |

| andata (4ª) | andata (4ª)     | Quarta giornata          | ritorno (17ª) | ritorno (17ª) |
|             |                 |                          |               |               |
| 25 gen.     | 1-0             | Andrea Doria-Livorno     | 0-2           | 22 feb.       |
| 26 ott.     | 5-3             | Juventus-Milan           | 0-0           | 22 feb.       |
| 26 ott.     | 3-1             | Novara-Mantova           | 1-0           | 22 feb.       |
| 26 ott.     | 2-0             | Pro Vercelli-Alessandria | 0-1           | 22 feb.       |
| 26 ott.     | 1-0             | Sampierdarenese-Derthona | 0-1           | 22 feb.       |
| 26 ott.     | 1-1             | SPAL-Padova              | 0-9           | 22 feb.       |
| 26 ott.     | Riposa: Bologna |                          |               | 22 feb.       |

| andata (5ª) | andata (5ª)   | Quinta giornata             | ritorno (18ª) | ritorno (18ª) |
|             |               |                             |               |               |
| 2 nov.      | 1-0           | Alessandria-Sampierdarenese | 0-1           | 1 mar.        |
| 2 nov.      | 2-1           | Bologna-Livorno             | 2-2           | 1 mar.        |
| 2 nov.      | 0-3           | Derthona-Andrea Doria       | 1-4           | 1 mar.        |
| 2 nov.      | 0-1           | Mantova-Juventus            | 0-3           | 1 mar.        |
| 2 nov.      | 6-0           | Pro Vercelli-Padova         | 0-0           | 1 mar.        |
| 2 nov.      | 1-0           | SPAL-Novara                 | 1-4           | 1 mar.        |
| 2 nov.      | Riposa: Milan |                             |               | 1 mar.        |

| andata (6ª) | andata (6ª)  | Sesta giornata            | ritorno (19ª) | ritorno (19ª) |
|             |              |                           |               |               |
| 9 nov.      | 1-1          | Andrea Doria-Pro Vercelli | 0-2           | 8 mar.        |
| 9 nov.      | 2-1          | Juventus-Bologna          | 1-2           | 8 mar.        |
| 9 nov.      | 2-1          | Livorno-Sampierdarenese   | 1-1           | 8 mar.        |
| 9 nov.      | 4-2          | Mantova-Milan             | 1-2           | 8 mar.        |
| 9 nov.      | 0-0          | Novara-Alessandria        | 0-1           | 8 mar.        |
| 9 nov.      | 2-1          | Padova-Derthona           | 0-2           | 8 mar.        |
| 9 nov.      | Riposa: SPAL |                           |               | 8 mar.        |

| andata (5ª) | andata (5ª)   | Quinta giornata             | ritorno (18ª) | ritorno (18ª) |
|             |               |                             |               |               |
| 2 nov.      | 1-0           | Alessandria-Sampierdarenese | 0-1           | 1 mar.        |
| 2 nov.      | 2-1           | Bologna-Livorno             | 2-2           | 1 mar.        |
| 2 nov.      | 0-3           | Derthona-Andrea Doria       | 1-4           | 1 mar.        |
| 2 nov.      | 0-1           | Mantova-Juventus            | 0-3           | 1 mar.        |
| 2 nov.      | 6-0           | Pro Vercelli-Padova         | 0-0           | 1 mar.        |
| 2 nov.      | 1-0           | SPAL-Novara                 | 1-4           | 1 mar.        |
| 2 nov.      | Riposa: Milan |                             |               | 1 mar.        |

| andata (6ª) | andata (6ª)  | Sesta giornata            | ritorno (19ª) | ritorno (19ª) |
|             |              |                           |               |               |
| 9 nov.      | 1-1          | Andrea Doria-Pro Vercelli | 0-2           | 8 mar.        |
| 9 nov.      | 2-1          | Juventus-Bologna          | 1-2           | 8 mar.        |
| 9 nov.      | 2-1          | Livorno-Sampierdarenese   | 1-1           | 8 mar.        |
| 9 nov.      | 4-2          | Mantova-Milan             | 1-2           | 8 mar.        |
| 9 nov.      | 0-0          | Novara-Alessandria        | 0-1           | 8 mar.        |
| 9 nov.      | 2-1          | Padova-Derthona           | 0-2           | 8 mar.        |
| 9 nov.      | Riposa: SPAL |                           |               | 8 mar.        |

| andata (7ª) | andata (7ª)          | Settima giornata       | ritorno (20ª) | ritorno (20ª) |
|             |                      |                        |               |               |
| 30 nov.     | 0-2                  | Derthona-Juventus      | 1-2           | 12 lug.       |
| 30 nov.     | 1-1                  | Livorno-Alessandria    | 3-2           | 29 mar.       |
| 30 nov.     | 3-1                  | Milan-Bologna          | 0-2           | 29 mar.       |
| 30 nov.     | 2-0                  | Padova-Sampierdarenese | 3-2           | 29 mar.       |
| 30 nov.     | 5-1                  | Pro Vercelli-Novara    | 1-1           | 29 mar.       |
| 30 nov.     | 4-1                  | SPAL-Mantova           | 0-4           | 29 mar.       |
| 30 nov.     | Riposa: Andrea Doria |                        |               | 29 mar.       |

| andata (8ª) | andata (8ª)    | Ottava giornata        | ritorno (21ª) | ritorno (21ª) |
|             |                |                        |               |               |
| 7 dic.      | 0-0            | Alessandria-Derthona   | 1-1           | 5 apr.        |
| 7 dic.      | 1-0            | Andrea Doria-SPAL      | 0-2           | 5 apr.        |
| 7 dic.      | 5-0            | Bologna-Mantova        | 0-0           | 5 apr.        |
| 7 dic.      | 2-2            | Livorno-Juventus       | 0-2           | 5 apr.        |
| 7 dic.      | 3-2            | Pro Vercelli-Milan     | 2-1           | 5 apr.        |
| 7 dic.      | 1-0            | Sampierdarenese-Novara | 2-0           | 5 apr.        |
| 7 dic.      | Riposa: Padova |                        |               | 5 apr.        |

| andata (7ª) | andata (7ª)          | Settima giornata       | ritorno (20ª) | ritorno (20ª) |
|             |                      |                        |               |               |
| 30 nov.     | 0-2                  | Derthona-Juventus      | 1-2           | 12 lug.       |
| 30 nov.     | 1-1                  | Livorno-Alessandria    | 3-2           | 29 mar.       |
| 30 nov.     | 3-1                  | Milan-Bologna          | 0-2           | 29 mar.       |
| 30 nov.     | 2-0                  | Padova-Sampierdarenese | 3-2           | 29 mar.       |
| 30 nov.     | 5-1                  | Pro Vercelli-Novara    | 1-1           | 29 mar.       |
| 30 nov.     | 4-1                  | SPAL-Mantova           | 0-4           | 29 mar.       |
| 30 nov.     | Riposa: Andrea Doria |                        |               | 29 mar.       |

| andata (8ª) | andata (8ª)    | Ottava giornata        | ritorno (21ª) | ritorno (21ª) |
|             |                |                        |               |               |
| 7 dic.      | 0-0            | Alessandria-Derthona   | 1-1           | 5 apr.        |
| 7 dic.      | 1-0            | Andrea Doria-SPAL      | 0-2           | 5 apr.        |
| 7 dic.      | 5-0            | Bologna-Mantova        | 0-0           | 5 apr.        |
| 7 dic.      | 2-2            | Livorno-Juventus       | 0-2           | 5 apr.        |
| 7 dic.      | 3-2            | Pro Vercelli-Milan     | 2-1           | 5 apr.        |
| 7 dic.      | 1-0            | Sampierdarenese-Novara | 2-0           | 5 apr.        |
| 7 dic.      | Riposa: Padova |                        |               | 5 apr.        |

| andata (9ª) | andata (9ª)      | Nona giornata         | ritorno (22ª) | ritorno (22ª) |
|             |                  |                       |               |               |
| 14 dic.     | 3-1              | Bologna-Alessandria   | 0-1           | 12 apr.       |
| 14 dic.     | 0-0              | Juventus-Pro Vercelli | 1-2           | 12 apr.       |
| 14 dic.     | 2-1              | Mantova-Padova        | 2-1           | 12 apr.       |
| 14 dic.     | 4-2              | Milan-Livorno         | 0-4           | 12 apr.       |
| 14 dic.     | 1-0              | Novara-Andrea Doria   | 0-2           | 12 apr.       |
| 14 dic.     | 2-1              | SPAL-Sampierdarenese  | 0-0           | 12 apr.       |
| 14 dic.     | Riposa: Derthona |                       |               | 12 apr.       |

| andata (10ª) | andata (10ª)   | Decima giornata          | ritorno (23ª) | ritorno (23ª) |
|              |                |                          |               |               |
| 21 dic.      | 3-1            | Alessandria-Milan        | 0-3           | 19 apr.       |
| 21 dic.      | 3-1            | Andrea Doria-Mantova     | 0-1           | 19 apr.       |
| 21 dic.      | 4-1            | Juventus-Sampierdarenese | 0-0           | 19 apr.       |
| 21 dic.      | 6-2            | Livorno-Derthona         | 1-2           | 19 apr.       |
| 21 dic.      | 3-2            | Padova-Bologna           | 0-3           | 19 apr.       |
| 21 dic.      | 5-0            | Pro Vercelli-SPAL        | 0-3           | 19 apr.       |
| 21 dic.      | Riposa: Novara |                          |               | 19 apr.       |

| andata (9ª) | andata (9ª)      | Nona giornata         | ritorno (22ª) | ritorno (22ª) |
|             |                  |                       |               |               |
| 14 dic.     | 3-1              | Bologna-Alessandria   | 0-1           | 12 apr.       |
| 14 dic.     | 0-0              | Juventus-Pro Vercelli | 1-2           | 12 apr.       |
| 14 dic.     | 2-1              | Mantova-Padova        | 2-1           | 12 apr.       |
| 14 dic.     | 4-2              | Milan-Livorno         | 0-4           | 12 apr.       |
| 14 dic.     | 1-0              | Novara-Andrea Doria   | 0-2           | 12 apr.       |
| 14 dic.     | 2-1              | SPAL-Sampierdarenese  | 0-0           | 12 apr.       |
| 14 dic.     | Riposa: Derthona |                       |               | 12 apr.       |

| andata (10ª) | andata (10ª)   | Decima giornata          | ritorno (23ª) | ritorno (23ª) |
|              |                |                          |               |               |
| 21 dic.      | 3-1            | Alessandria-Milan        | 0-3           | 19 apr.       |
| 21 dic.      | 3-1            | Andrea Doria-Mantova     | 0-1           | 19 apr.       |
| 21 dic.      | 4-1            | Juventus-Sampierdarenese | 0-0           | 19 apr.       |
| 21 dic.      | 6-2            | Livorno-Derthona         | 1-2           | 19 apr.       |
| 21 dic.      | 3-2            | Padova-Bologna           | 0-3           | 19 apr.       |
| 21 dic.      | 5-0            | Pro Vercelli-SPAL        | 0-3           | 19 apr.       |
| 21 dic.      | Riposa: Novara |                          |               | 19 apr.       |

| andata (11ª) | andata (11ª)            | Undicesima giornata   | ritorno (24ª) | ritorno (24ª) |
|              |                         |                       |               |               |
| 28 dic.      | 3-0                     | Bologna-Pro Vercelli  | 0-3           | 26 apr.       |
| 28 dic.      | 1-0                     | Juventus-Andrea Doria | 0-0           | 26 apr.       |
| 28 dic.      | 5-1                     | Mantova-Derthona      | 0-3           | 26 apr.       |
| 28 dic.      | 4-2                     | Novara-Milan          | 1-3           | 26 apr.       |
| 28 dic.      | 5-1                     | Padova-Livorno        | 0-2           | 26 apr.       |
| 28 dic.      | 1-1                     | SPAL-Alessandria      | 1-2           | 26 apr.       |
| 28 dic.      | Riposa: Sampierdarenese |                       |               | 26 apr.       |

| andata (12ª) | andata (12ª)    | Dodicesima giornata          | ritorno (25ª) | ritorno (25ª) |
|              |                 |                              |               |               |
| 4 gen.       | 0-0             | Andrea Doria-Alessandria     | 1-2           | 3 mag.        |
| 4 gen.       | 2-4             | Derthona-Bologna             | 1-4           | 3 mag.        |
| 4 gen.       | 1-1             | Livorno-Novara               | 1-1           | 3 mag.        |
| 4 gen.       | 3-1             | Milan-SPAL                   | 1-3           | 3 mag.        |
| 4 gen.       | 2-1             | Padova-Juventus              | 2-0           | 3 mag.        |
| 4 gen.       | 2-0             | Pro Vercelli-Sampierdarenese | 2-2           | 3 mag.        |
| 4 gen.       | Riposa: Mantova |                              |               | 3 mag.        |

| andata (11ª) | andata (11ª)            | Undicesima giornata   | ritorno (24ª) | ritorno (24ª) |
|              |                         |                       |               |               |
| 28 dic.      | 3-0                     | Bologna-Pro Vercelli  | 0-3           | 26 apr.       |
| 28 dic.      | 1-0                     | Juventus-Andrea Doria | 0-0           | 26 apr.       |
| 28 dic.      | 5-1                     | Mantova-Derthona      | 0-3           | 26 apr.       |
| 28 dic.      | 4-2                     | Novara-Milan          | 1-3           | 26 apr.       |
| 28 dic.      | 5-1                     | Padova-Livorno        | 0-2           | 26 apr.       |
| 28 dic.      | 1-1                     | SPAL-Alessandria      | 1-2           | 26 apr.       |
| 28 dic.      | Riposa: Sampierdarenese |                       |               | 26 apr.       |

| andata (12ª) | andata (12ª)    | Dodicesima giornata          | ritorno (25ª) | ritorno (25ª) |
|              |                 |                              |               |               |
| 4 gen.       | 0-0             | Andrea Doria-Alessandria     | 1-2           | 3 mag.        |
| 4 gen.       | 2-4             | Derthona-Bologna             | 1-4           | 3 mag.        |
| 4 gen.       | 1-1             | Livorno-Novara               | 1-1           | 3 mag.        |
| 4 gen.       | 3-1             | Milan-SPAL                   | 1-3           | 3 mag.        |
| 4 gen.       | 2-1             | Padova-Juventus              | 2-0           | 3 mag.        |
| 4 gen.       | 2-0             | Pro Vercelli-Sampierdarenese | 2-2           | 3 mag.        |
| 4 gen.       | Riposa: Mantova |                              |               | 3 mag.        |

| \| andata (13ª) \| andata (13ª) \| Tredicesima giornata \| ritorno (26ª) \| ritorno (26ª) \| \| \| \| \| \| \| \| 11 gen. \| 2-2 \| Alessandria-Juventus \| 0-3 \| 10 mag. \| \| 11 gen. \| 4-1 \| Livorno-Mantova \| 0-4 \| 17 mag. \| \| 11 gen. \| 1-3 \| Milan-Padova \| 0-4 \| 10 mag. \| \| 11 gen. \| 1-2 \| Novara-Bologna \| 0-0 \| 10 mag. \| \| 11 gen. \| 2-0 \| Sampierdarenese-Andrea Doria \| 1-2 \| 10 mag. \| \| 11 gen. \| 2-2 \| SPAL-Derthona \| 2-0 \| 14 giu. \| \| 11 gen. \| \| Riposa: Pro Vercelli \| \| 10 mag. \| |              |                              |               |               |
| andata (13ª) | andata (13ª) | Tredicesima giornata         | ritorno (26ª) | ritorno (26ª) |
| |              |                              |               |               |
| 11 gen. | 2-2          | Alessandria-Juventus         | 0-3           | 10 mag.       |
| 11 gen. | 4-1          | Livorno-Mantova              | 0-4           | 17 mag.       |
| 11 gen. | 1-3          | Milan-Padova                 | 0-4           | 10 mag.       |
| 11 gen. | 1-2          | Novara-Bologna               | 0-0           | 10 mag.       |
| 11 gen. | 2-0          | Sampierdarenese-Andrea Doria | 1-2           | 10 mag.       |
| 11 gen. | 2-2          | SPAL-Derthona                | 2-0           | 14 giu.       |
| 11 gen. |              | Riposa: Pro Vercelli         |               | 10 mag.       |

| andata (13ª) | andata (13ª) | Tredicesima giornata         | ritorno (26ª) | ritorno (26ª) |
|              |              |                              |               |               |
| 11 gen.      | 2-2          | Alessandria-Juventus         | 0-3           | 10 mag.       |
| 11 gen.      | 4-1          | Livorno-Mantova              | 0-4           | 17 mag.       |
| 11 gen.      | 1-3          | Milan-Padova                 | 0-4           | 10 mag.       |
| 11 gen.      | 1-2          | Novara-Bologna               | 0-0           | 10 mag.       |
| 11 gen.      | 2-0          | Sampierdarenese-Andrea Doria | 1-2           | 10 mag.       |
| 11 gen.      | 2-2          | SPAL-Derthona                | 2-0           | 14 giu.       |
| 11 gen.      |              | Riposa: Pro Vercelli         |               | 10 mag.       |

##### Spareggio salvezza
|         | Risultati |      | Luogo e data           |
| ------- | --------- | ---- | ---------------------- |
| Mantova | 3-1 (dts) | SPAL | Milano, 30 agosto 1925 |
|         |           |      |                        |

#### Statistiche

##### Squadre

###### Classifica in divenire
| [ 64 ]       | 1ª | 2ª | 3ª | 4ª | 5ª | 6ª | 7ª | 8ª | 9ª | 10ª | 11ª | 12ª | 13ª | 14ª | 15ª | 16ª | 17ª | 18ª | 19ª | 20ª | 21ª | 22ª | 23ª | 24ª | 25ª | 26ª | Rec. |
| [ 64 ]       |    |    |    |    |    |    |    |    |    |     |     |     |     |     |     |     |     |     |     |     |     |     |     |     |     |     |      |
| ------------ | -- | -- | -- | -- | -- | -- | -- | -- | -- | --- | --- | --- | --- | --- | --- | --- | --- | --- | --- | --- | --- | --- | --- | --- | --- | --- | ---- |
| Alessandria  | 1  | 2  | 2  | 2  | 4  | 5  | 6  | 7  | 7  | 9   | 10  | 11  | 12  | 14  | 14  | 14  | 16  | 16  | 18  | 18  | 19  | 21  | 21  | 23  | 25  | 25  | 25   |
| Andrea Doria | 0  | 0  | 0  | 2  | 3  | 4  | 4  | 5  | 5  | 7   | 7   | 8   | 8   | 12  | 12  | 12  | 12  | 14  | 14  | 14  | 14  | 16  | 16  | 17  | 17  | 19  | 21   |
| Bologna      | 2  | 4  | 6  | 6  | 8  | 8  | 8  | 10 | 12 | 12  | 14  | 16  | 18  | 19  | 21  | 23  | 23  | 24  | 26  | 28  | 29  | 29  | 31  | 31  | 33  | 34  | 34   |
| Derthona     | 1  | 2  | 2  | 2  | 2  | 2  | 2  | 3  | 3  | 3   | 3   | 3   | 4   | 4   | 4   | 4   | 6   | 6   | 8   | 8   | 11  | 11  | 13  | 15  | 15  | 15  | 13   |
| Juventus     | 0  | 2  | 3  | 5  | 7  | 9  | 11 | 12 | 13 | 15  | 17  | 17  | 18  | 18  | 20  | 21  | 22  | 24  | 24  | 26  | 28  | 28  | 29  | 30  | 30  | 32  | 32   |
| Livorno      | 1  | 1  | 3  | 3  | 4  | 6  | 7  | 7  | 7  | 9   | 9   | 10  | 12  | 14  | 14  | 14  | 16  | 17  | 18  | 20  | 20  | 22  | 22  | 24  | 25  | 25  | 25   |
| Mantova      | 1  | 1  | 2  | 2  | 2  | 4  | 4  | 4  | 6  | 6   | 8   | 8   | 8   | 8   | 10  | 10  | 10  | 10  | 10  | 12  | 13  | 15  | 17  | 17  | 17  | 17  | 19   |
| Milan        | 2  | 2  | 4  | 4  | 4  | 4  | 6  | 6  | 8  | 8   | 8   | 10  | 10  | 10  | 12  | 14  | 15  | 15  | 17  | 17  | 19  | 17  | 19  | 21  | 21  | 21  | 21   |
| Novara       | 1  | 2  | 3  | 5  | 5  | 6  | 6  | 6  | 8  | 8   | 10  | 11  | 11  | 12  | 14  | 15  | 17  | 19  | 19  | 20  | 20  | 18  | 18  | 18  | 19  | 20  | 22   |
| Padova       | 1  | 2  | 4  | 5  | 5  | 7  | 9  | 9  | 9  | 11  | 13  | 15  | 17  | 18  | 20  | 20  | 22  | 23  | 23  | 25  | 25  | 25  | 25  | 25  | 27  | 29  | 29   |
| Pro Vercelli | 1  | 3  | 3  | 5  | 7  | 8  | 10 | 12 | 13 | 15  | 15  | 17  | 17  | 19  | 19  | 21  | 21  | 22  | 24  | 25  | 27  | 29  | 29  | 31  | 32  | 32  | 32   |
| Samp         | 0  | 2  | 3  | 5  | 5  | 6  | 6  | 7  | 8  | 7   | 7   | 7   | 9   | 10  | 10  | 10  | 10  | 12  | 13  | 15  | 17  | 18  | 19  | 19  | 20  | 20  | 20   |
| SPAL         | 1  | 1  | 1  | 2  | 4  | 4  | 6  | 6  | 7  | 8   | 9   | 9   | 10  | 10  | 10  | 10  | 10  | 10  | 10  | 10  | 12  | 13  | 13  | 15  | 17  | 17  | 19   |

### Finali di Lega Nord
|         | Risultati   |         | Luogo e data            |  |
| ------- | ----------- | ------- | ----------------------- |  |
| Bologna | 1 - 2       | Genoa   | Bologna, 24 maggio 1925 |  |
| Genoa   | 1 - 2       | Bologna | Genova, 31 maggio 1925  |  |
| Genoa   | 1 - 1 (dts) | Bologna | Torino, 5 luglio 1925   |  |
| Bologna | 2 - 0       | Genoa   | Milano, 9 agosto 1925   |  |
|         |             |         |                         |  |

Nota: La gara Genoa-Bologna 2-2 disputatasi a Milano il 7 giugno 1925 non fu omologata per le gravi condizioni di ambiente e di costante parziale invasione di campo in cui si svolse e venne ripetuta il 5 luglio a Torino.
- Bologna campione della Lega Nord e qualificato alla finalissima nazionale.

## Lega Sud

### Gironi regionali di qualificazione
Per accelerare verso l'obiettivo di un minor numero di gare regionali per aumentare quelle interregionali, la Lega Sud decise il blocco dei ripescaggi.

#### Sezione campana

##### Squadre partecipanti
| Club            | Stagione | Città            | Stadio                         | Stagione precedente                    |
| --------------- | -------- | ---------------- | ------------------------------ | -------------------------------------- |
| Cavese          | dettagli | Cava de' Tirreni | Campo Sportivo Arena           | 3º nel girone campano                  |
| Internaples     | dettagli | Napoli           | Stadio Militare dell'Arenaccia | 3º nel girone B di semifinali Lega Sud |
| Salernitanaudax | dettagli | Salerno          | Campo di Piazza d'Armi         | 6º nel girone campano                  |
| Savoia          | dettagli | Torre Annunziata | Campo Oncino                   | Finalista nazionale                    |

##### Classifica finale
|  | Pos. | Squadra         | Pt | G | V | N | P | GF | GS | DR  |
|  | ---- | --------------- | -- | - | - | - | - | -- | -- | --- |
|  | 1.   | Savoia          | 9  | 6 | 4 | 1 | 1 | 11 | 6  | +5  |
|  | 2.   | Cavese          | 8  | 6 | 3 | 2 | 1 | 9  | 3  | +6  |
|  | 3.   | Internaples     | 7  | 6 | 2 | 3 | 1 | 9  | 7  | +2  |
|  | 4.   | Salernitanaudax | 0  | 6 | 0 | 0 | 6 | 1  | 14 | -13 |

Legenda:
      Qualificato ai gironi di semifinale.
  Ammesso agli spareggi promozione-retrocessione con il campione di Seconda Divisione campana.
Regolamento:
Due punti a vittoria, uno a pareggio, zero a sconfitta.
Note:
Salernitanaudax salva dopo spareggi con lo Stabia (Seconda Divisione).

##### Spareggi interdivisionali
|                 | Risultati |                 | Luogo e data                            |
| --------------- | --------- | --------------- | --------------------------------------- |
| Salernitanaudax | 3-1       | Stabia          | Salerno, 24 maggio 1925                 |
| Stabia          | 1-1       | Salernitanaudax | Castellammare di Stabia, 31 maggio 1925 |
|                 |           |                 |                                         |

##### Risultati

###### Calendario
| andata (1ª) | andata (1ª) | Prima giornata     | ritorno (4ª) | ritorno (4ª) |
|             |             |                    |              |              |
| 7 dic.      | 4-2         | Savoia-Internaples | 1-1          | 25 gen.      |
| 7 dic.      | 3-0         | Cavese-Salernitana | 2-0          | 29 mar.      |

| andata (2ª) | andata (2ª) | Seconda giornata        | ritorno (5ª) | ritorno (5ª) |
|             |             |                         |              |              |
| 11 gen.     | 2-0         | Cavese-Savoia           | 0-1          | 1 feb.       |
| 14 dic.     | 3-0         | Internaples-Salernitana | 1-0          | 15 feb.      |

| andata (1ª) | andata (1ª) | Prima giornata     | ritorno (4ª) | ritorno (4ª) |
|             |             |                    |              |              |
| 7 dic.      | 4-2         | Savoia-Internaples | 1-1          | 25 gen.      |
| 7 dic.      | 3-0         | Cavese-Salernitana | 2-0          | 29 mar.      |

| andata (2ª) | andata (2ª) | Seconda giornata        | ritorno (5ª) | ritorno (5ª) |
|             |             |                         |              |              |
| 11 gen.     | 2-0         | Cavese-Savoia           | 0-1          | 1 feb.       |
| 14 dic.     | 3-0         | Internaples-Salernitana | 1-0          | 15 feb.      |

| \| andata (3ª) \| andata (3ª) \| Terza giornata \| ritorno (6ª) \| ritorno (6ª) \| \| \| \| \| \| \| \| 4 gen. \| 1-1 \| Cavese-Internaples \| 1-1 \| 8 feb. \| \| 18 gen. \| 2-0 \| Savoia-Salernitana \| 3-1 \| 1 mar. \| |             |                    |              |              |
| andata (3ª) | andata (3ª) | Terza giornata     | ritorno (6ª) | ritorno (6ª) |
| |             |                    |              |              |
| 4 gen. | 1-1         | Cavese-Internaples | 1-1          | 8 feb.       |
| 18 gen. | 2-0         | Savoia-Salernitana | 3-1          | 1 mar.       |

| andata (3ª) | andata (3ª) | Terza giornata     | ritorno (6ª) | ritorno (6ª) |
|             |             |                    |              |              |
| 4 gen.      | 1-1         | Cavese-Internaples | 1-1          | 8 feb.       |
| 18 gen.     | 2-0         | Savoia-Salernitana | 3-1          | 1 mar.       |

#### Sezione laziale

##### Squadre partecipanti
| Club        | Stagione | Città | Stadio                         | Stagione precedente                    |
| ----------- | -------- | ----- | ------------------------------ | -------------------------------------- |
| Alba Roma   | dettagli | Roma  | Stadio Nazionale               | Finalista di Lega Sud                  |
| Audace Roma | dettagli | Roma  | Motovelodromo Appio            | Vincitore della 2ª Divisione laziale   |
| Fortitudo   | dettagli | Roma  | Campo della Madonna del Riposo | 3ª nel girone laziale                  |
| Lazio       | dettagli | Roma  | Stadio della Rondinella        | 2ª nel girone A di semifinali Lega Sud |
| Pro Roma    | dettagli | Roma  | Stadio Flaminio                | 5ª nel girone laziale come US Romana   |

##### Classifica finale
|  | Pos. | Squadra     | Pt | G | V | N | P | GF | GS | DR  |
|  | ---- | ----------- | -- | - | - | - | - | -- | -- | --- |
|  | 1.   | Alba Roma   | 12 | 8 | 5 | 2 | 1 | 15 | 7  | +8  |
|  | 2.   | Lazio       | 11 | 8 | 5 | 1 | 2 | 20 | 10 | +10 |
|  | 3.   | Fortitudo   | 10 | 8 | 4 | 2 | 2 | 20 | 11 | +9  |
|  | 4.   | Audace Roma | 5  | 8 | 2 | 1 | 5 | 16 | 26 | -10 |
|  | 5.   | Pro Roma    | 2  | 8 | 0 | 2 | 6 | 4  | 21 | -17 |

Legenda:
      Qualificato ai gironi di semifinale.
  Ammesso agli spareggi promozione-retrocessione con il campione di Seconda Divisione laziale.
      Retrocesso in Seconda Divisione 1925-1926.
Regolamento:
Due punti a vittoria, uno a pareggio, zero a sconfitta.
Note:
Audace Roma salvo dopo aver vinto gli spareggi con il Roman (Seconda Divisione).
La Pro Roma fu successivamente riammessa alla Prima Divisione dell'anno seguente.

##### Spareggio interdivisionale
|             | Risultati |             | Luogo e data         |
| ----------- | --------- | ----------- | -------------------- |
| Audace Roma | 4-1       | Roman       | Roma, 21 giugno 1925 |
| Roman       | 2-1       | Audace Roma | Roma, 28 giugno 1925 |
| Audace Roma | 3-1       | Roman       | Roma, 5 luglio 1925  |
|             |           |             |                      |

##### Calendario
Fonti:
| andata (1ª) | andata (1ª)       | Prima giornata  | ritorno (6ª) | ritorno (6ª) |
|             |                   |                 |              |              |
| 16 nov.     | 2-2               | Alba-Lazio      | 3-0          | 4 gen.       |
| 16 nov.     | 1-1               | Pro Roma-Audace | 1-5          | 4 gen.       |
| 16 nov.     | Riposa: Fortitudo |                 |              | 4 gen.       |

| andata (2ª) | andata (2ª)   | Seconda giornata | ritorno (7ª) | ritorno (7ª) |
|             |               |                  |              |              |
| 23 nov.     | 2-6           | Audace-Fortitudo | 3-2          | 11 gen.      |
| 23 nov.     | 0-1           | Pro Roma-Alba    | 0-1          | 11 gen.      |
| 23 nov.     | Riposa: Lazio |                  |              | 11 gen.      |

| andata (3ª) | andata (3ª)      | Terza giornata  | ritorno (8ª) | ritorno (8ª) |
|             |                  |                 |              |              |
| 30 nov.     | 2-5              | Audace-Alba     | 1-2          | 25 gen.      |
| 30 nov.     | 3-0              | Fortitudo-Lazio | 0-3          | 5 apr.       |
| 30 nov.     | Riposa: Pro Roma |                 |              | 5 apr.       |

| andata (4ª) | andata (4ª)    | Quarta giornata | ritorno (9ª) | ritorno (9ª) |
|             |                |                 |              |              |
| 7 dic.      | 1-1            | Alba-Fortitudo  | 0-1          | 1 feb.       |
| 29 mar.     | 3-0            | Lazio-Pro Roma  | 3-0          | 15 feb.      |
| 29 mar.     | Riposa: Audace |                 |              | 15 feb.      |

| andata (5ª) | andata (5ª)  | Quinta giornata    | ritorno (10ª) | ritorno (10ª) |
|             |              |                    |               |               |
| 14 dic.     | 0-6          | Audace-Lazio       | 2-3           | 8 feb.        |
| 14 dic.     | 1-1          | Fortitudo-Pro Roma | 6-1           | 8 feb.        |
| 14 dic.     | Riposa: Alba |                    |               | 8 feb.        |

| andata (1ª) | andata (1ª)       | Prima giornata  | ritorno (6ª) | ritorno (6ª) |
|             |                   |                 |              |              |
| 16 nov.     | 2-2               | Alba-Lazio      | 3-0          | 4 gen.       |
| 16 nov.     | 1-1               | Pro Roma-Audace | 1-5          | 4 gen.       |
| 16 nov.     | Riposa: Fortitudo |                 |              | 4 gen.       |

| andata (2ª) | andata (2ª)   | Seconda giornata | ritorno (7ª) | ritorno (7ª) |
|             |               |                  |              |              |
| 23 nov.     | 2-6           | Audace-Fortitudo | 3-2          | 11 gen.      |
| 23 nov.     | 0-1           | Pro Roma-Alba    | 0-1          | 11 gen.      |
| 23 nov.     | Riposa: Lazio |                  |              | 11 gen.      |

| andata (3ª) | andata (3ª)      | Terza giornata  | ritorno (8ª) | ritorno (8ª) |
|             |                  |                 |              |              |
| 30 nov.     | 2-5              | Audace-Alba     | 1-2          | 25 gen.      |
| 30 nov.     | 3-0              | Fortitudo-Lazio | 0-3          | 5 apr.       |
| 30 nov.     | Riposa: Pro Roma |                 |              | 5 apr.       |

| andata (4ª) | andata (4ª)    | Quarta giornata | ritorno (9ª) | ritorno (9ª) |
|             |                |                 |              |              |
| 7 dic.      | 1-1            | Alba-Fortitudo  | 0-1          | 1 feb.       |
| 29 mar.     | 3-0            | Lazio-Pro Roma  | 3-0          | 15 feb.      |
| 29 mar.     | Riposa: Audace |                 |              | 15 feb.      |

| andata (5ª) | andata (5ª)  | Quinta giornata    | ritorno (10ª) | ritorno (10ª) |
|             |              |                    |               |               |
| 14 dic.     | 0-6          | Audace-Lazio       | 2-3           | 8 feb.        |
| 14 dic.     | 1-1          | Fortitudo-Pro Roma | 6-1           | 8 feb.        |
| 14 dic.     | Riposa: Alba |                    |               | 8 feb.        |

#### Sezione marchigiana

##### Squadre partecipanti
| Club       | Stagione | Città  | Stadio                 | Stagione precedente                    |
| ---------- | -------- | ------ | ---------------------- | -------------------------------------- |
| Anconitana | dettagli | Ancona | Campo di Piazza d'Armi | 4ª nel girone A di semifinali Lega Sud |

- Anconitana qualificata alla fase finale della Lega Sud in quanto unica iscritta al girone marchigiano.

#### Sezione pugliese

##### Aggiornamenti
La Società Sportiva Enotria di Taranto si è fusa con gli altri club concittadini di categoria inferiore, Veloce F.B.C., Libertas e F.B.C. Garibaldino, nell'Unione Sportiva Tarantina.

##### Squadre partecipanti
| Club           | Stagione | Città   | Stadio                                       | Stagione precedente                                             |
| -------------- | -------- | ------- | -------------------------------------------- | --------------------------------------------------------------- |
| Audace Taranto | dettagli | Taranto | Campo allievi operai Arsenale M. M., Taranto | 2º nel girone B di semifinali Prima Divisione Lega Sud          |
| FBC Bari       | dettagli | Bari    | Campo San Lorenzo, Bari                      | Vincitore della 2ª Divisione pugliese                           |
| Ideale         | dettagli | Bari    | Campo San Lorenzo, Bari                      | 3º nel girone A di semifinali Prima Divisione Lega Sud          |
| Liberty        | dettagli | Bari    | Campo San Lorenzo, Bari                      | 4º nel girone preliminare pugliese Prima Divisione              |
| Pro Italia     | dettagli | Taranto | Motovelodromo Corvisea, Taranto              | 4ª nel girone preliminare pugliese 1ª Divisione                 |
| Tarantina      | dettagli | Taranto | Campo allievi operai Arsenale M. M., Taranto | 3ª nel girone preliminare pugliese 1ª Divisione come SS Enotria |

##### Classifica finale
|  | Pos. | Squadra        | Pt | G  | V | N | P | GF | GS | DR  |
|  | ---- | -------------- | -- | -- | - | - | - | -- | -- | --- |
|  | 1.   | Pro Italia     | 15 | 10 | 7 | 1 | 2 | 22 | 8  | +14 |
|  | 2.   | Liberty        | 15 | 10 | 7 | 1 | 2 | 24 | 9  | +15 |
|  | 3.   | Audace Taranto | 13 | 10 | 5 | 3 | 2 | 20 | 8  | +12 |
|  | 4.   | Ideale         | 11 | 10 | 4 | 3 | 3 | 13 | 12 | +1  |
|  | 5.   | Tarantina      | 3  | 10 | 1 | 1 | 8 | 8  | 21 | -13 |
|  | 5.   | FBC Bari       | 3  | 10 | 0 | 3 | 7 | 2  | 31 | -29 |

Legenda:
      Qualificato ai gironi di semifinale.
  Ammesso agli spareggi promozione-retrocessione con il campione di Seconda Divisione pugliese.
      Retrocesso in Seconda Divisione 1925-1926.
Regolamento:
Due punti a vittoria, uno a pareggio, zero a sconfitta.
Note:
Pro Italia prima dopo spareggio: Napoli, 29 marzo 1925, Liberty-Pro Italia 0-1.
Ideale rimasta in Prima Divisione per la rinuncia del Foggia (capolista in Seconda Divisione pugliese) a disputare gli spareggi.

##### Risultati

###### Calendario
Il calendario del girone pugliese, compilato dalla Lega Sud, era asimmetrico tra andata e ritorno e prevedeva sedici giornate (otto per l'andata e altrettante per il ritorno) facendo riposare due o addirittura quattro squadre per turno.
Girone di andata
|         | 1ª giornata                  |     |
|         |                              |     |
| 16 nov. | FBC Bari-Pro Italia          | 0-4 |
| 16 nov. | Liberty-Ideale               | 4-1 |
| 16 nov. | Riposano: Tarantina e Audace |     |

|         | 2ª giornata                   |     |
|         |                               |     |
| 23 nov. | Audace-Tarantina              | 2-0 |
| 23 nov. | FBC Bari-Liberty              | 0-2 |
| 23 nov. | Riposano: Pro Italia e Ideale |     |

|         | 1ª giornata                  |     |
|         |                              |     |
| 16 nov. | FBC Bari-Pro Italia          | 0-4 |
| 16 nov. | Liberty-Ideale               | 4-1 |
| 16 nov. | Riposano: Tarantina e Audace |     |

|         | 2ª giornata                   |     |
|         |                               |     |
| 23 nov. | Audace-Tarantina              | 2-0 |
| 23 nov. | FBC Bari-Liberty              | 0-2 |
| 23 nov. | Riposano: Pro Italia e Ideale |     |

|         | 3ª giornata                  |     |
|         |                              |     |
| 30 nov. | Ideale-Audace                | 1-0 |
| 30 nov. | Tarantina-Pro Italia         | 1-3 |
| 30 nov. | Riposano: FBC Bari e Liberty |     |

|         | 4ª giornata                 |     |
|         |                             |     |
| 18 gen. | Audace-Pro Italia           | 3-1 |
| 7 dic.  | Liberty-Tarantina           | 2-0 |
| 7 dic.  | Riposano: FBC Bari e Ideale |     |

|         | 3ª giornata                  |     |
|         |                              |     |
| 30 nov. | Ideale-Audace                | 1-0 |
| 30 nov. | Tarantina-Pro Italia         | 1-3 |
| 30 nov. | Riposano: FBC Bari e Liberty |     |

|         | 4ª giornata                 |     |
|         |                             |     |
| 18 gen. | Audace-Pro Italia           | 3-1 |
| 7 dic.  | Liberty-Tarantina           | 2-0 |
| 7 dic.  | Riposano: FBC Bari e Ideale |     |

|         | 5ª giornata                  |     |
|         |                              |     |
| 14 dic. | Ideale-FBC Bari              | 1-1 |
| 14 dic. | Pro Italia-Liberty           | 4-2 |
| 14 dic. | Riposano: Audace e Tarantina |     |

|         | 6ª giornata                    |     |
|         |                                |     |
| 21 dic. | FBC Bari-Audace                | 0-0 |
| 21 dic. | Tarantina-Ideale               | 2-3 |
| 21 dic. | Riposano: Liberty e Pro Italia |     |

|         | 5ª giornata                  |     |
|         |                              |     |
| 14 dic. | Ideale-FBC Bari              | 1-1 |
| 14 dic. | Pro Italia-Liberty           | 4-2 |
| 14 dic. | Riposano: Audace e Tarantina |     |

|         | 6ª giornata                    |     |
|         |                                |     |
| 21 dic. | FBC Bari-Audace                | 0-0 |
| 21 dic. | Tarantina-Ideale               | 2-3 |
| 21 dic. | Riposano: Liberty e Pro Italia |     |

|        | 7ª giornata                   |     |
|        |                               |     |
| 4 gen. | Audace-Liberty                | 2-2 |
| 4 gen. | FBC Bari-Tarantina            | 1-1 |
| 4 gen. | Riposano: Ideale e Pro Italia |     |

|         | 8ª giornata                                     |     |
|         |                                                 |     |
| 11 gen. | Pro Italia-Ideale                               | 2-0 |
| 11 gen. | Riposano: Audace, FBC Bari, Liberty e Tarantina |     |

|        | 7ª giornata                   |     |
|        |                               |     |
| 4 gen. | Audace-Liberty                | 2-2 |
| 4 gen. | FBC Bari-Tarantina            | 1-1 |
| 4 gen. | Riposano: Ideale e Pro Italia |     |

|         | 8ª giornata                                     |     |
|         |                                                 |     |
| 11 gen. | Pro Italia-Ideale                               | 2-0 |
| 11 gen. | Riposano: Audace, FBC Bari, Liberty e Tarantina |     |

Girone di ritorno
|         | 9ª giornata                     |     |
|         |                                 |     |
| 25 gen. | Ideale-Liberty                  | 0-2 |
| 22 mar. | Tarantina-Audace                | 0-4 |
|         | Riposano: FBC Bari e Pro Italia |     |

|         | 10ª giornata              |     |
|         |                           |     |
| 1º feb. | Liberty-FBC Bari          | 7-0 |
| 1º feb. | Pro Italia-Tarantina      | 2-0 |
| 1º feb. | Riposano: Ideale e Audace |     |

|         | 9ª giornata                     |     |
|         |                                 |     |
| 25 gen. | Ideale-Liberty                  | 0-2 |
| 22 mar. | Tarantina-Audace                | 0-4 |
|         | Riposano: FBC Bari e Pro Italia |     |

|         | 10ª giornata              |     |
|         |                           |     |
| 1º feb. | Liberty-FBC Bari          | 7-0 |
| 1º feb. | Pro Italia-Tarantina      | 2-0 |
| 1º feb. | Riposano: Ideale e Audace |     |

|        | 11ª giornata                   |     |
|        |                                |     |
| 8 feb. | Audace-Ideale                  | 1-1 |
| 8 feb. | Liberty-Pro Italia             | 1-0 |
| 8 feb. | Riposano: FBC Bari e Tarantina |     |

|         | 12ª giornata                  |     |
|         |                               |     |
| 15 feb. | FBC Bari-Ideale               | 0-4 |
| 15 feb. | Pro Italia-Audace             | 3-1 |
| 15 feb. | Riposano: Liberty e Tarantina |     |

|        | 11ª giornata                   |     |
|        |                                |     |
| 8 feb. | Audace-Ideale                  | 1-1 |
| 8 feb. | Liberty-Pro Italia             | 1-0 |
| 8 feb. | Riposano: FBC Bari e Tarantina |     |

|         | 12ª giornata                  |     |
|         |                               |     |
| 15 feb. | FBC Bari-Ideale               | 0-4 |
| 15 feb. | Pro Italia-Audace             | 3-1 |
| 15 feb. | Riposano: Liberty e Tarantina |     |

|         | 13ª giornata               |     |
|         |                            |     |
| 22 feb. | Ideale-Tarantina           | 2-0 |
| 22 feb. | Pro Italia-FBC Bari        | 3-0 |
| 22 feb. | Riposano: Audace e Liberty |     |

|         | 14ª giornata                  |     |
|         |                               |     |
| 1º mar. | Liberty-Audace                | 0-1 |
| 1º mar. | Tarantina-FBC Bari            | 3-0 |
| 1º mar. | Riposano: Ideale e Pro Italia |     |

|         | 13ª giornata               |     |
|         |                            |     |
| 22 feb. | Ideale-Tarantina           | 2-0 |
| 22 feb. | Pro Italia-FBC Bari        | 3-0 |
| 22 feb. | Riposano: Audace e Liberty |     |

|         | 14ª giornata                  |     |
|         |                               |     |
| 1º mar. | Liberty-Audace                | 0-1 |
| 1º mar. | Tarantina-FBC Bari            | 3-0 |
| 1º mar. | Riposano: Ideale e Pro Italia |     |

|        | 15ª giornata                |     |
|        |                             |     |
| 8 mar. | Ideale-Pro Italia           | 0-0 |
| 8 mar. | Tarantina-Liberty           | 1-2 |
| 8 mar. | Riposano: Audace e FBC Bari |     |

|         | 16ª giornata                                      |     |
|         |                                                   |     |
| 15 mar. | Audace-FBC Bari                                   | 6-0 |
| 15 mar. | Riposano: Ideale, Liberty, Pro Italia e Tarantina |     |

|        | 15ª giornata                |     |
|        |                             |     |
| 8 mar. | Ideale-Pro Italia           | 0-0 |
| 8 mar. | Tarantina-Liberty           | 1-2 |
| 8 mar. | Riposano: Audace e FBC Bari |     |

|         | 16ª giornata                                      |     |
|         |                                                   |     |
| 15 mar. | Audace-FBC Bari                                   | 6-0 |
| 15 mar. | Riposano: Ideale, Liberty, Pro Italia e Tarantina |     |

#### Sezione siciliana

##### Squadre partecipanti
| Club      | Stagione | Città   | Stadio             | Stagione precedente                    |
| --------- | -------- | ------- | ------------------ | -------------------------------------- |
| Messinese | dettagli | Messina | Stadio Enzo Geraci | 2º nel girone siciliano                |
| Palermo   | dettagli | Palermo | Stadio Ranchibile  | 4º nel girone B di semifinali Lega Sud |

##### Classifica finale
|  | Pos. | Squadra   | Pt | G | V | N | P | GF | GS | DR |
|  | ---- | --------- | -- | - | - | - | - | -- | -- | -- |
|  | 1.   | Messinese | 4  | 2 | 2 | 0 | 0 | 3  | 0  | +3 |
|  | 2.   | Palermo   | 0  | 2 | 0 | 0 | 2 | 0  | 3  | -3 |

Legenda:
      Qualificato ai gironi di semifinale.
Note:
Due punti a vittoria, uno a pareggio, zero a sconfitta.

##### Risultati

###### Calendario
|           | Risultati    |           | Luogo e data           |  |
| --------- | ------------ | --------- | ---------------------- |  |
| Palermo   | 0 - 2 (tav.) | Messinese | Palermo, 1º marzo 1925 |  |
| Messinese | 1 - 0        | Palermo   | Messina, 8 marzo 1925  |  |
|           |              |           |                        |  |

### Semifinali interregionali

#### Girone A

##### Classifica finale
|  | Pos. | Squadra    | Pt | G | V | N | P | GF | GS | DR |
|  | ---- | ---------- | -- | - | - | - | - | -- | -- | -- |
|  | 1.   | Anconitana | 8  | 6 | 3 | 2 | 1 | 12 | 9  | +3 |
|  | 2.   | Lazio      | 8  | 6 | 3 | 2 | 1 | 13 | 8  | +5 |
|  | 3.   | Savoia     | 5  | 6 | 1 | 3 | 2 | 5  | 8  | -3 |
|  | 4.   | Pro Italia | 3  | 6 | 1 | 1 | 4 | 5  | 10 | -5 |

Legenda:
      Qualificato alla finale di lega.
Note:
Due punti a vittoria, uno a pareggio, zero a sconfitta.
Anconitana qualificata alla finale Lega Sud dopo spareggio: a Napoli, 28 giugno 1925, Anconitana-Lazio 1-0.

###### Nota
Un comunicato ufficiale della Lega Sud pubblicato su La Gazzetta del Mezzogiorno del 16 giugno 1925, accogliendo un reclamo della Pro Italia, assegnò la sconfitta a tavolino al Savoia in tutte le partite del girone di ritorno per la posizione irregolare del calciatore ungherese Szemeri; la classifica finale pubblicata nel comunicato ufficiale fu la seguente: 1) Anconitana e Lazio 9; 3) Pro Italia 4 (-1); 4) Savoia 1.
L'Impero del 14 giugno 1925 sostenne che la finale tra Alba e Anconitana era stata in un primo momento programmata per il 14 giugno, ma fu rinviata all'ultimo momento dalla Lega Sud; L'Impero del 19 giugno 1925 riportò la notizia che la Lega Sud decise di assegnare la sconfitta a tavolino al Savoia in tutte le partite in cui era sceso in campo Szemeri (compresa Lazio-Savoia 1-1), ragion per cui Lazio e Anconitana si trovarono in vetta a pari punti rendendo necessario lo spareggio. Secondo la ricostruzione storica di Marco Impiglia, a causa della vittoria a tavolino contro il Savoia per la posizione irregolare di Szemeri, l'Anconitana si sarebbe avvantaggiata di un punto sulla Lazio, ma la Lega Sud accolse il reclamo della Lazio in merito e si disputò lo spareggio.
In ogni caso, né il libro del Savoia, né quelli di Fontanelli o le ricostruzioni degli storici della Lazio, confermano queste sconfitte a tavolino, riportando i risultati sul campo.

##### Risultati

###### Calendario
| andata (1ª) | andata (1ª) | Prima giornata    | ritorno (4ª) | ritorno (4ª) |
|             |             |                   |              |              |
| 19 apr.     | 2-1         | Anconitana-Lazio  | 3-6          | 10 mag.      |
| 19 apr.     | 3-1         | Pro Italia-Savoia | 0-1          | 10 mag.      |

| andata (2ª) | andata (2ª) | Seconda giornata  | ritorno (5ª) | ritorno (5ª) |
|             |             |                   |              |              |
| 26 apr.     | 1-0         | Lazio-Pro Italia  | 2-2          | 17 mag.      |
| 26 apr.     | 1-1         | Savoia-Anconitana | 1-1          | 17 mag.      |

| andata (1ª) | andata (1ª) | Prima giornata    | ritorno (4ª) | ritorno (4ª) |
|             |             |                   |              |              |
| 19 apr.     | 2-1         | Anconitana-Lazio  | 3-6          | 10 mag.      |
| 19 apr.     | 3-1         | Pro Italia-Savoia | 0-1          | 10 mag.      |

| andata (2ª) | andata (2ª) | Seconda giornata  | ritorno (5ª) | ritorno (5ª) |
|             |             |                   |              |              |
| 26 apr.     | 1-0         | Lazio-Pro Italia  | 2-2          | 17 mag.      |
| 26 apr.     | 1-1         | Savoia-Anconitana | 1-1          | 17 mag.      |

| \| andata (3ª) \| andata (3ª) \| Terza giornata \| ritorno (6ª) \| ritorno (6ª) \| \| \| \| \| \| \| \| 3 mag. \| 0-2 \| Savoia-Lazio \| 1-1 \| 24 mag. \| \| 3 mag. \| 3-0 \| Anconitana-Pro Italia[91] \| 2-0 \| 7 giu. \| |             |                       |              |              |
| andata (3ª) | andata (3ª) | Terza giornata        | ritorno (6ª) | ritorno (6ª) |
| |             |                       |              |              |
| 3 mag. | 0-2         | Savoia-Lazio          | 1-1          | 24 mag.      |
| 3 mag. | 3-0         | Anconitana-Pro Italia | 2-0          | 7 giu.       |

| andata (3ª) | andata (3ª) | Terza giornata        | ritorno (6ª) | ritorno (6ª) |
|             |             |                       |              |              |
| 3 mag.      | 0-2         | Savoia-Lazio          | 1-1          | 24 mag.      |
| 3 mag.      | 3-0         | Anconitana-Pro Italia | 2-0          | 7 giu.       |

#### Girone B

##### Classifica finale
|  | Pos. | Squadra   | Pt | G | V | N | P | GF | GS | DR  |
|  | ---- | --------- | -- | - | - | - | - | -- | -- | --- |
|  | 1.   | Alba Roma | 11 | 6 | 5 | 1 | 0 | 21 | 2  | +19 |
|  | 2.   | Cavese    | 8  | 6 | 3 | 2 | 1 | 6  | 7  | -1  |
|  | 3.   | Liberty   | 3  | 6 | 1 | 1 | 4 | 3  | 12 | -9  |
|  | 4.   | Messinese | 2  | 6 | 0 | 2 | 4 | 2  | 11 | -9  |

Legenda:
      Qualificato alla finale di lega.
Note:
Due punti a vittoria, uno a pareggio, zero a sconfitta.

##### Risultati

###### Calendario
| andata (1ª) | andata (1ª) | Prima giornata   | ritorno (4ª) | ritorno (4ª) |
|             |             |                  |              |              |
| 19 apr.     | 2-1         | Cavese-Messinese | 0-0          | 10 mag.      |
| 19 apr.     | 6-0         | Alba-Liberty     | 3-0          | 10 mag.      |

| andata (2ª) | andata (2ª) | Seconda giornata | ritorno (5ª) | ritorno (5ª) |
|             |             |                  |              |              |
| 26 apr.     | 0-1         | Liberty-Cavese   | 0-2          | 17 mag.      |
| 26 apr.     | 1-3         | Messinese-Alba   | 0-3          | 17 mag.      |

| andata (1ª) | andata (1ª) | Prima giornata   | ritorno (4ª) | ritorno (4ª) |
|             |             |                  |              |              |
| 19 apr.     | 2-1         | Cavese-Messinese | 0-0          | 10 mag.      |
| 19 apr.     | 6-0         | Alba-Liberty     | 3-0          | 10 mag.      |

| andata (2ª) | andata (2ª) | Seconda giornata | ritorno (5ª) | ritorno (5ª) |
|             |             |                  |              |              |
| 26 apr.     | 0-1         | Liberty-Cavese   | 0-2          | 17 mag.      |
| 26 apr.     | 1-3         | Messinese-Alba   | 0-3          | 17 mag.      |

| \| andata (3ª) \| andata (3ª) \| Terza giornata \| ritorno (6ª) \| ritorno (6ª) \| \| \| \| \| \| \| \| 3 mag. \| 5-0 \| Alba-Cavese \| 1-1 \| 24 mag. \| \| 3 mag. \| 3-0 \| Liberty-Messinese \| 0-0 \| 24 mag. \| |             |                   |              |              |
| andata (3ª) | andata (3ª) | Terza giornata    | ritorno (6ª) | ritorno (6ª) |
| |             |                   |              |              |
| 3 mag. | 5-0         | Alba-Cavese       | 1-1          | 24 mag.      |
| 3 mag. | 3-0         | Liberty-Messinese | 0-0          | 24 mag.      |

| andata (3ª) | andata (3ª) | Terza giornata    | ritorno (6ª) | ritorno (6ª) |
|             |             |                   |              |              |
| 3 mag.      | 5-0         | Alba-Cavese       | 1-1          | 24 mag.      |
| 3 mag.      | 3-0         | Liberty-Messinese | 0-0          | 24 mag.      |

### Finali di Lega Sud
| Anconitana | 1-3 | Alba Roma  | Ancona, 5 luglio 1925 |  |  |  |  |
| Alba Roma  | 1-0 | Anconitana | Roma, 12 luglio 1925  |  |  |  |  |

Alba Roma campione della Lega Sud.

## Finalissima
| Bologna   | 4-0 | Alba Roma | Bologna, 16 agosto 1925 |  |  |  |  |
| Alba Roma | 0-2 | Bologna   | Roma, 23 agosto 1925    |  |  |  |  |

| Bologna campione d'Italia 1924-1925 |

### Squadra campione
- Mario Gianni
- Giovanni Borgato
- Felice Gasperi
- Alberto Pozzi
- Gastone Baldi
- Giuseppe Martelli
- Giuseppe Rubini
- Bernardo Perin
- Giuseppe Della Valle
- Angelo Schiavio
- Giuseppe Muzzioli
- Allenatore: Hermann Felsner

## Classifica marcatori
| Gol |  |  | Giocatore            | Squadra |
| --- |  |  | -------------------- | ------- |
| 19  |  |  | Mario Magnozzi       | Livorno |
| 18  |  |  | Rodolfo Ostromann    | Milan   |
| 17  |  |  | Giuseppe Della Valle | Bologna |
| 16  |  |  | Angelo Schiavio      | Bologna |
| 16  |  |  | Fulvio Bernardini    | Lazio   |